# Svatopluk Čech

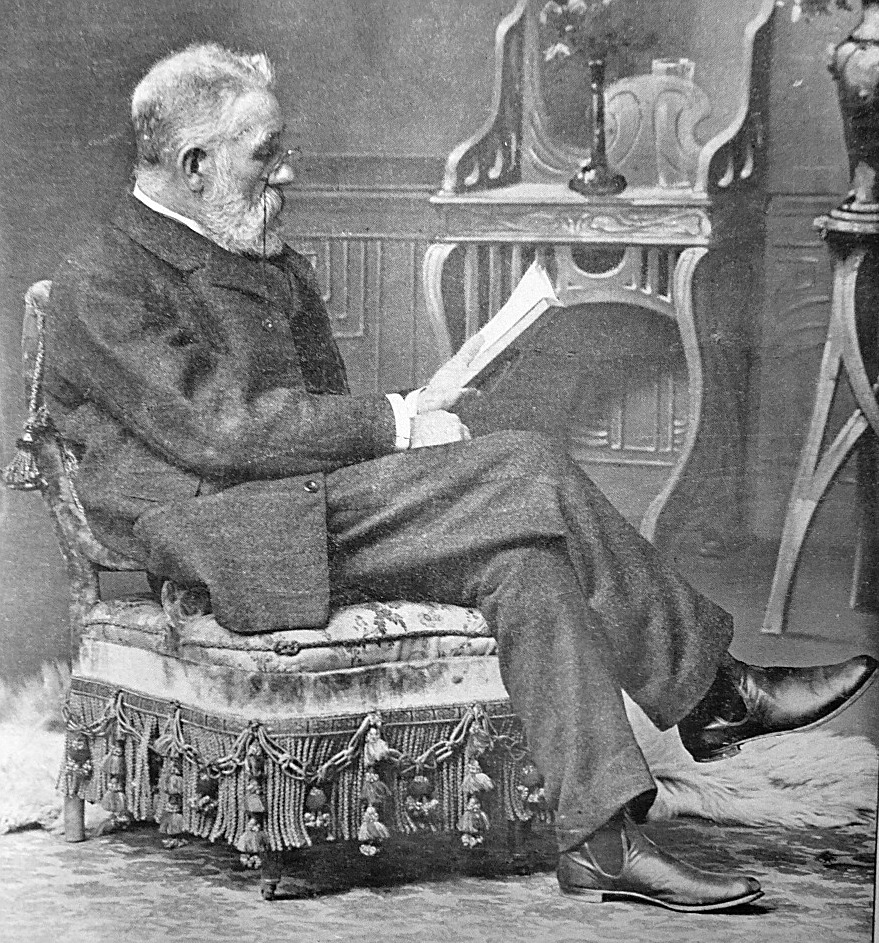
Portrét Svatopluka Čecha

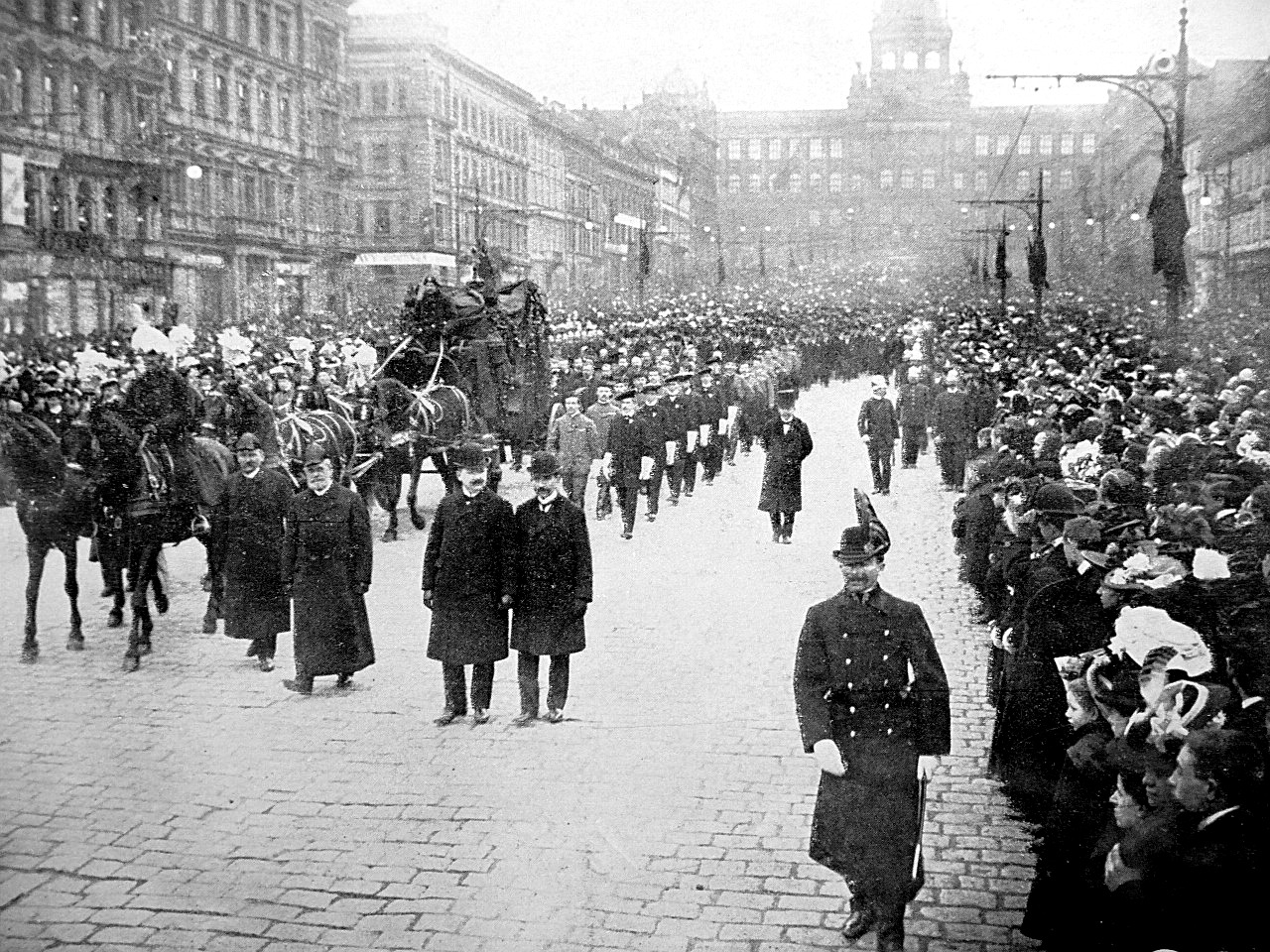
Čechův pohřební průvod na Václavském náměstí v Praze

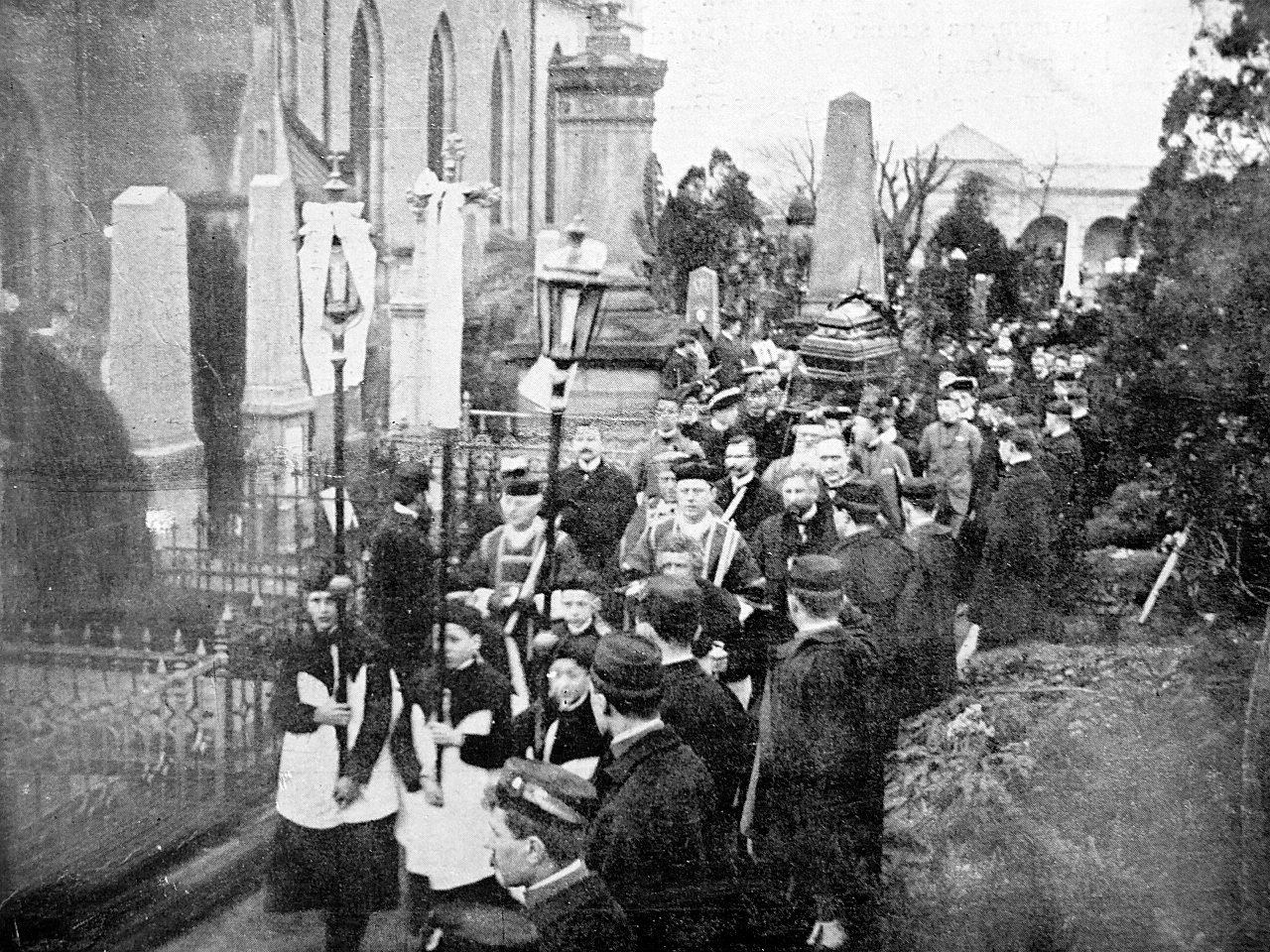
Ukládání ostatků Svatopluka Čecha na Vyšehradském hřbitově

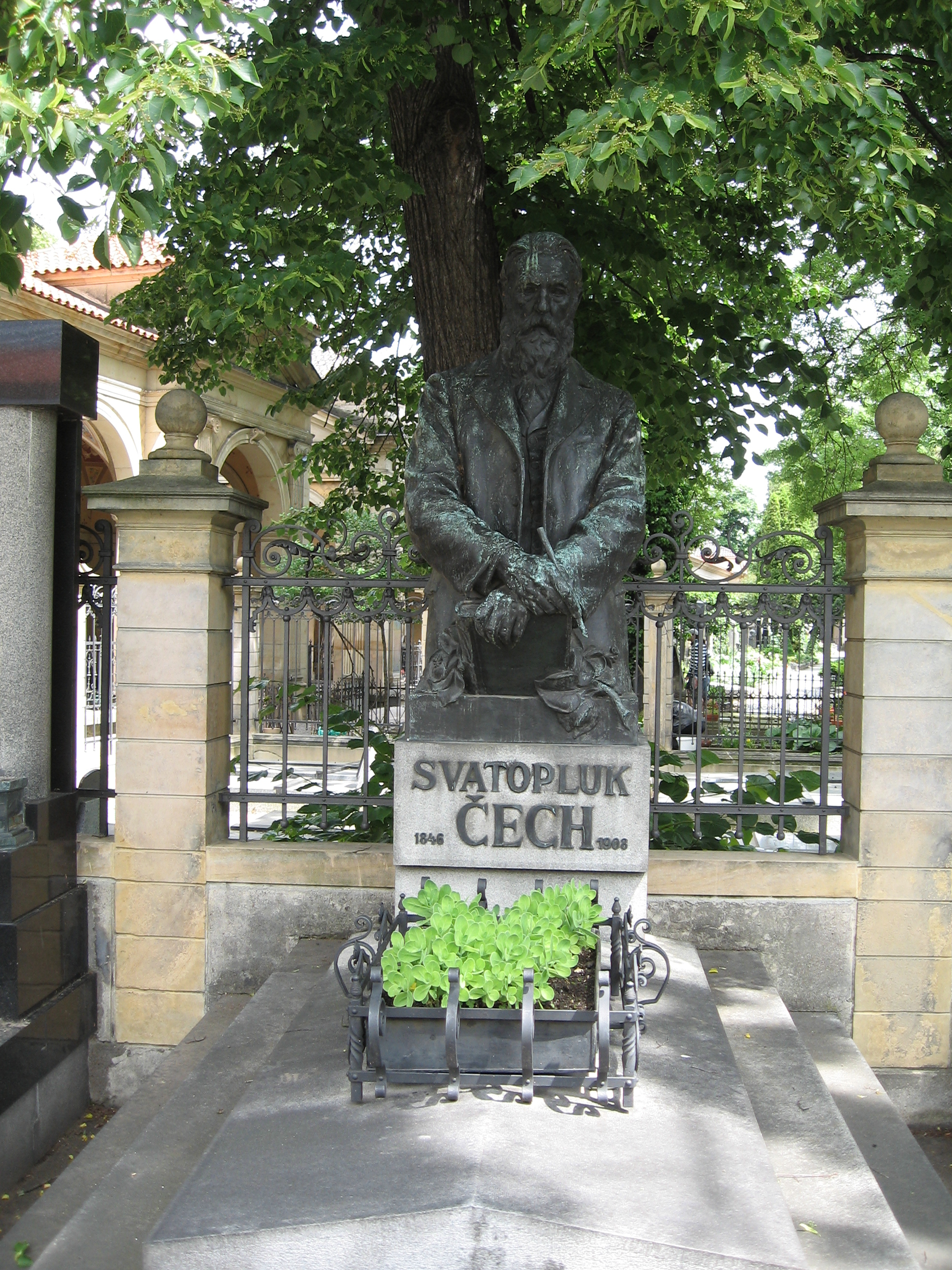
Náhrobek Svatopluka Čecha na Vyšehradě

Svatopluk Čech (21. února 1846, Ostředek – 23. února 1908, Praha-Holešovice) byl český básník, prozaik, novinář a cestovatel, který se proslavil příběhy pana Broučka.

## Životopis
Narodil se v Ostředku u Benešova do rodiny Františka Jaroslava Čecha (1817 Peruc – 1877 Slupka, Bukovina) a Kláry Čechové, rozené Rakové. Otec František byl panský hospodářský správce a český vlastenec, který v letech 1848–1849 v době konání Kroměřížského sněmu působil v Kroměříži jako novinář. Povolání a vlastenectví otce byly důvodem častého stěhování v době básníkova mládí. Dětství prožil na Benešovsku v Ostředku, Jezeře, Střížkově a Postupicích a v Litni na Berounsku. V Praze vystudoval piaristické gymnázium a později práva. Přispíval do almanachu Ruch a časopisu Květy, od roku 1871 byl redaktorem Světozoru. V letech 1873–1876 působil jako redaktor Lumíru, krátce působil i v Národních listech. V roce 1873 byl členem advokátní kanceláře ve Slaném, téhož roku však praxe zanechal a věnoval se jí až v letech 1876–1879, kdy byl členem advokátní kanceláře v Praze. Řádným členem České akademie věd a umění byl zvolen 3. července 1890, svého členství se však v roce 1895 vzdal.
Hodně cestoval, navštívil Kavkaz, Chorvatsko, Dánsko, Polsko, Itálii, Paříž. V letech 1895 až 1903 žil v Obříství u Mělníka. Konec života trávil v Praze na Letné, v Holešovicích a v Tróji. Pohřben byl s velikou slávou na Vyšehradě. Na hrobě (podle návrhu architekta Antonína Wiehla) byla instalována portrétní socha v životní velikosti, dílo Jakuba Obrovského.
Příčina smrti Svatopluka Čecha. Při balsamování mrtvoly Svatopluka Čecha zjistil profesor Hlava rakovinu dolního oddílu střeva tlustého s proděravěním stěny střevní. Proděravění toto mělo za následek náhlou smrt a po smrti rychle se vyvinující plynatost podkožní na horních končetinách a na hrudníku. Střevo nad nádorem bylo značně rozšířeno. V jiných orgánech nenalezeno žádných změn, zejména zvláště budiž podotknuto, že plíce byly úplně beze změn, srdce normální velikosti, chlopně srdeční a veškeré cévy velké i malé zúplna jemné.
Národní listy, 26. února 1908

## Dílo
Jeho dílo je žánrově velmi bohaté. Psal především eposy s mnoha přirovnáními a popisy, jimiž je přerušován děj, ale také sociální, politickou a alegorickou lyriku, satiry, povídky a romány. Svými Výlety pana Broučka se stal jedním z průkopníků science fiction v české literatuře. Napsal také velké množství humoristických povídek, črt a fejetonů, ke kterým čerpal často náměty z advokátního prostředí. Mnohokrát byl kritizován za frázovitost. Uznával, že jeho poezie může působit frázovitě, ale on se hlásil k trvalým hodnotám, které si v sobě nesl celý život (např. láska k vlasti, touha po sociální spravedlnosti atp.).
- Husita na Baltu (1868 v almanachu Ruch), historický epos, který srovnává dobu husitských válek s bouří v lidských vztazích.
- Oběti pověry (1871), o čarodějství a pronásledování jeho v zemích křesťanských, příspěvek k dějinám lidského bludu.
- Adamité (1873 v časopise Lumír), epos s námětem zničení radikální husitské sekty adamitů Janem Žižkou.
- Básně (1874), básnická sbírka, ve které autor shrnul všechny své významnější rané práce (mimo jiné obsahuje i první knižní vydání Adamitů).
- Čerkes (1875 v časopise Lumír), epos s námětem z Kavkazu.
- Upomínky z východu (Národní listy 1875–1876, knižně 1885), povídky.
- Jestřáb kontra Hrdlička (1876 v časopise Lumír), povídka o právnickém sporu mezi peněz chtivým lichvářem Jestřábem a mírným a starostlivým Hrdličkou, který není schopen splácet svůj dluh.
- Evropa (1878 v časopise Lumír), alegorický epos o lodi Evropa, která veze politické vězně do vyhnanství, přičemž jejich vzájemné neshody způsobí katastrofu.
- Povídky, arabesky a humoresky (1878), zde mimo jiné i první knižní vydání povídky Jestřáb kontra Hrdlička.
- Povídky, arabesky a humoresky II. (1879).
- Žižka (1879), rapsodie, ve které autor představuje Žižku jako vojevůdce, který byl odhodlán postavit se proti Pražanům.
- Kandidát nesmrtelnosti (1879 v časopise Květy, knižně 1884), humoristický román.
- Ve stínu lípy (1879 v časopise Květy), idylický epos založený na vzpomínkách autora na dětství prožité v Litni, vlastně cyklus malých povídek veršem, které si vyprávějí sousedé při společném posezení.[13]
- Povídky, arabesky a humoresky III. (1880).
- Nová sbírka veršovaných prací (1880), zde mimo jiné první knižní vydání eposů Čerkes, Evropa a Ve stínu lípy.
- Václav z Michalovic (1882), epos z pobělohorské doby inspirovaný Mickiewiczovým Konrádem Wallenrodem.[14]
- Petrklíče (1883), veršovaná báchorka.[15]
- Povídky, arabesky a humoresky IV. (1883).
- Lešetínský kovář (1883 zkonfiskováno, podruhé vydáno roku 1892 v USA), epos, ve kterém vede český kovář spor s německým podnikatelem, který usiluje o jeho kovárnu.
- Několik drobných povídek (1884).
- Kresby z cest (1884).
- Slávie (1884), alegorický epos napsaný v duchu utopického panslavismu, ve kterém zástupci slovanských národů společně úspěšně odolávají vzpouře lodníků na lodi Slávie.
- Hanuman (1884), satirický epos zesměšňující soudobý český život i politický režim v Rakouska-Uherska (opičí král se marně snaží poevropštit svou říši).[16]
- Dagmar (1885), epos inspirovaný básníkovým pobytem v Dánsku, jehož hrdinkou je dcera Přemysla Otakara I. Markéta provdaná za dánského krále Valdemara II., kterou autor líčí jako ideál ženy.[17]
- Ikaros (1885 v časopise Květy, knižně 1908), sociální román.
- Pravda a drobné básně (1886).
- Humoresky, satiry a drobné črty (1887).
- Různé črty žertovné i vážné (1887).
- Jitřní písně (1887), sbírka básní, politická lyrika, ve které autor vyjadřuje svou naději v lepší budoucnost českého národa, které bude podle něho dosaženo duchovními zbraněmi a pilnou prací.
- Nové písně (1888), sbírka básní, politická lyrika, ve které autor mimo jiné překládá své úvahy o vlastním životě a básnické tvorbě a svou víru v budoucnost slovanských národů.
- Několik povídek a různých črt (1888).
- Pravý výlet pana Broučka do Měsíce (1888), satirická povídka s fantastickým námětem, jejímž hrdinou je pan domácí Brouček, který se (patrně ale ve snu) dostane na Měsíc, kde se setká s éterickými Měsíčňany. Je zde však zesměšňováno nejen měšťáctví pana Broučka, ale také prázdné intelektuálství a neplodné estétství reprezentované Měsíčňany, kteří nejsou schopni pochopit reálný život.
- Nový epochální výlet pana Broučka, tentokráte do XV. století (1888), druhá satirická fantastická povídka s hlavním hrdinou měšťákem panem Broučkem, který se tentokrát dostane (opět zřejmě ve snu) do Prahy den před bitvou na Vítkově. Zajímá jej však jen vlastní prospěch, a podle toho, jak se mu to hodí, se vydává tu za husitu, tu za katolíka. V závěru příběhu Jan Žižka soudí, že není možné, abychom měli takové potomky.
- Kratochvílná historie o ptáku Velikánu Velikánoviči (1888), satirická báseň parodující soudobý spor o Rukopisy.
- Václav Živsa (1889–1891 v časopise Květy, knižně 1901), báseň.
- Pestré cesty po Čechách: společnou prací Matěje Broučka a společníků (1891), volná řada novelisticko-časopiseckých obrazů s memoárovými básněmi a epizodami.
- Matěj Brouček na výstavě (1892), druhá část Pestrých cest po Čechách, povídka zesměšňující podlézavost měšťáků vůči šlechtě a jejich přezíravý postoj k lidu před cizinci.
- Druhý květ (1893 v časopise Květy, knižně 1899), autobiografická próza, ve kterém autor líčí své mládí a studium na gymnáziu.
- Sníh (1894) v časopise Květy, knižně (1900), báseň.[18]
- Zpěvník Jana Buriana (1894), báseň řešící poměr českého sedláka k odrodilé šlechtě.
- Rozličná próza (1895).
- Písně otroka (1895), alegorická lyrika pomocí které chtěl autor povzbudit národ v boji za jeho práva, protože měl pocit, že se národ cítí ponížený.[19]
- Modlitby k Neznámému (1896), básně obsahující filozofické a náboženské úvahy.
- O čarovném pavouku (1897), veršovaná pohádka pro mládež.[20]
- Šotek (1899), veršovaná báchorka.
- Sekáči (1904), báseň.
- Roháč na Sioně a jiné zlomky (1909), posmrtné vydání autorových nedokončených prací.
- Poslední verše (1910), vydáno posmrtně, obsahuje mimo jiné básně Do světa širého a Step.
- Cestovní poznámky (1910), vydáno posmrtně.
- Poslední kniha povídek a črt (1918), vydáno posmrtně.
- Kniha novel Svatopluka Čecha (1925), vydáno posmrtně.[21]

Prvotinu – báseň Štědrý den – zveřejnil v píseckém periodiku Zlaté klasy ještě jako gymnasista, pod pseudonymem Stanislav Rak (matčino příjmení za svobodna).

## Jménem, srdcem stejně Čech – básníkova památka a tradice

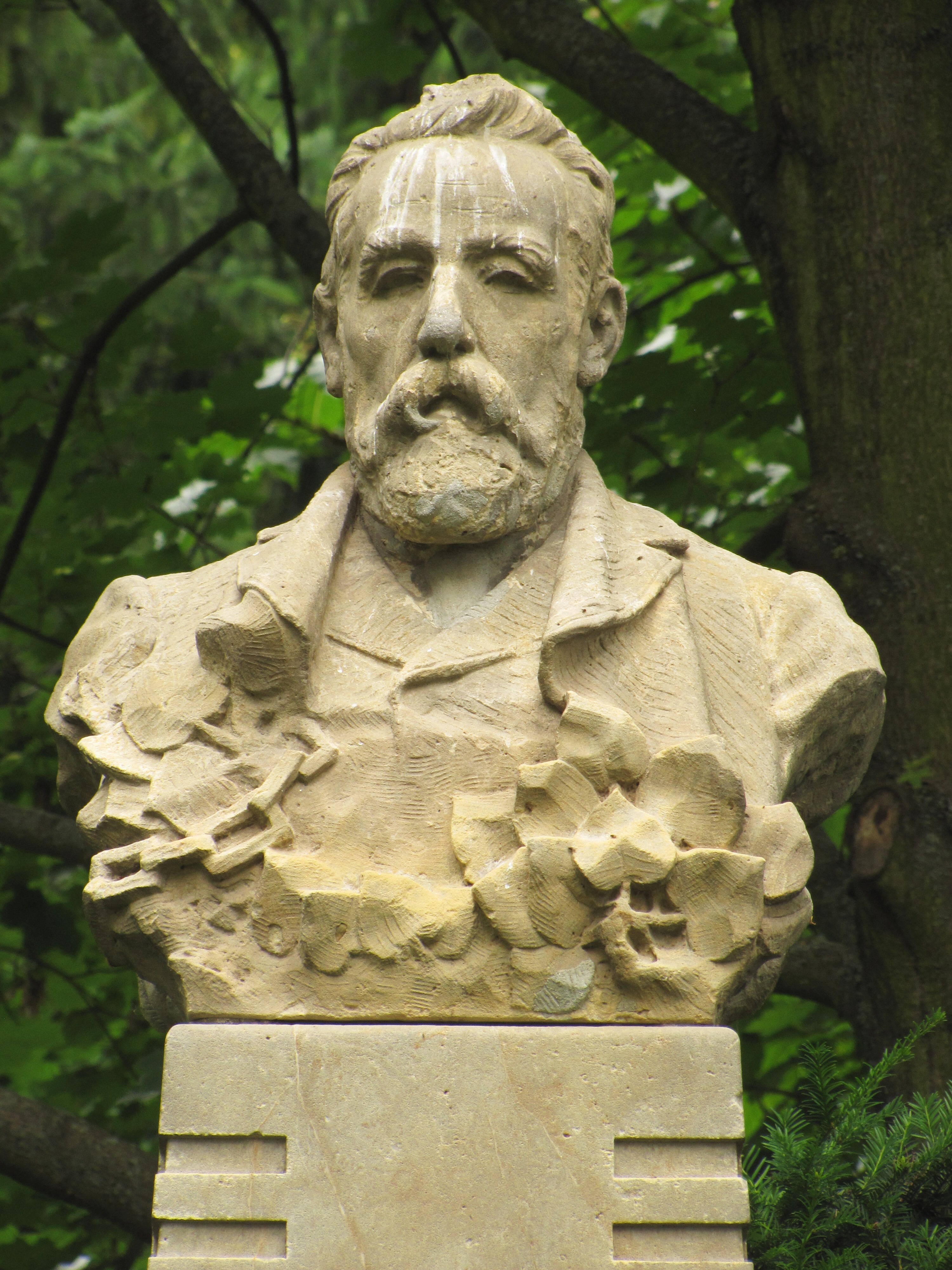
Čechova busta z roku 1912 v městském parku v Kyjově

Svatopluk Čech byl pro svou tvorbu od 80. let 19. století velice oblíbenou a respektovanou osobností české společnosti. Vlastenecké zaměření a patos Čechovy tvorby korespondovalo s jeho heslem, které se stalo i jeho symbolickým označením na veřejnosti Jménem, srdcem stejně Čech. Mezi vlastenecky naladěnými Čechy měly obrovský ohlas jeho Písně otroka. Velice populární a čtená byla jeho báseň Ve stínu lípy. Úcta k němu se projevovala již za jeho života a zejména po smrti v množství pomníků, soch a označování ulic, náměstí a škol jeho jménem.

### Praha
Již 3 měsíce po jeho smrti 6. června 1908 byl pojmenován Čechův most v Praze. Ještě za Čechova života (1903) nesly jeho jméno Sady Svatopluka Čecha na pražských Vinohradech, kde byl v roce 1924 odhalen pomník, jehož autorem je Jan Štursa. V Praze byly v dalších čtvrtích pojmenovány Náměstí Svatopluka Čecha ve Vršovicích, Čechova ulice na Letné, Čechova čtvrť v Modřanech a Čechova škola v Tróji.
- Panteon Národního muzea: Bronzová busta (1908), autor Ladislav Šaloun
- Mramorové poprsí na podstavci s českými národními emblémy (kolem 1896), autor Vilém Amort

### Česká města a obce
Jeho jméno nesou názvy mnoha ulic, náměstí a škol. Památku Svatopluka Čecha si i po více než sto letech od jeho smrti připomínají zejména obce, kde od dětství bydlel: Ostředek, Bezděkov, Peruc, Postupice, ale i místa, kde působil již jako uznávaný básník a spisovatel: Slaný, Vraný, Praha a Obříství. V městysu Liteň na Berounsku sice prožil pouze 4 roky dětství, ale situoval do Litně své dílo Ve stínu lípy. Proto je v Litni jeho osobnost připomínána zvlášť intenzívně. Liteňský farář P. Josef Kreisinger ve své práci Liteň a přifařené k ní obce vydané v roce 1896 (tedy za Čechova života) uvádí v seznamu správců a direktorů liteňského panství: Roku 1852–1855 Frant. Čech, otec našeho předního básníka. V Litni připomíná od roku 1925 Čechův pobyt pamětní deska na domě správce panství vedle zámku zvaném po něm Čechovna, od 5. 6. 1938 pomník Svatopluka Čecha v Litni u kostela sv. Petra a Pavla na místě, kde stála Lípa Svatopluka Čecha. Podobně jako v Litni byly jako ohlas jeho básně Ve stínu lípy na různých místech Čech označovány lípy symbolicky jako Lípa Svatopluka Čecha. V Litni je významu Svatopluka Čecha věnována část expozice Muzea Svatopluka Čecha a Jarmily Novotné. V roce 2013 byla v Litni instalována Naučná stezka Liteň, jejíž čtyři zastavení na svých panelech připomínají Čechův pobyt v Litni a jeho dílo. V Obříství na Mělnicku je památník Svatopluka Čecha umístěn v jeho domku a dřevěném přístavku, který Čech zakoupil na národopisné výstavě v Praze v roce 1895 a ve kterém v letech 1895–1903 žil. V parčíku na návsi je pomník s bustou Svatopluka Čecha, odhalený 19. 6. 1921. Jeho pražský pobyt připomínají pamětní desky v Holešovicích a na Letné v Praze 7. Na domě čp. 557/44 v Letohradské ulici deska uvádí jeho pobyt v letech 1890–95 (podle soupisu pražských domovských příslušníků) a na domě čp. 908/17 v Šimáčkově ulici, který pamětní deska připomíná jako místo jeho smrti. Tato adresa je uvedena i v matričním záznamu o básníkově smrti: Praha čís. pop. 908-VII. Šimáčkova ul. V téže době žil též ve vile Pod Havránkou čp. 134/15 v Tróji, na které byla rovněž umístěna pamětní deska.

## Galerie míst spojených s životem Svatopluka Čecha

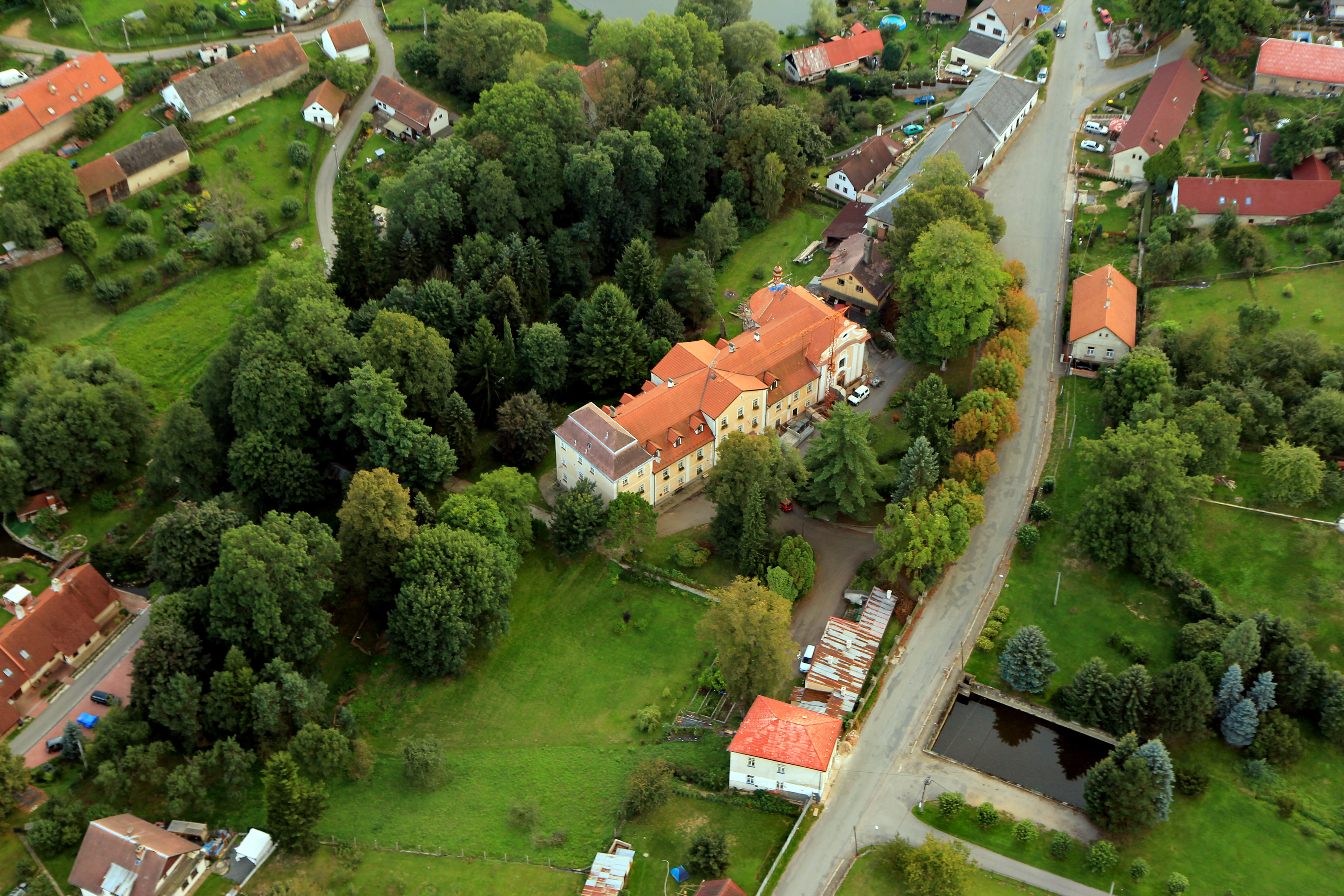
Zámek v Ostředku, kde se Čech narodil (Zdeněk Fiedler, edited by Pavel Hrdlička (Packa))
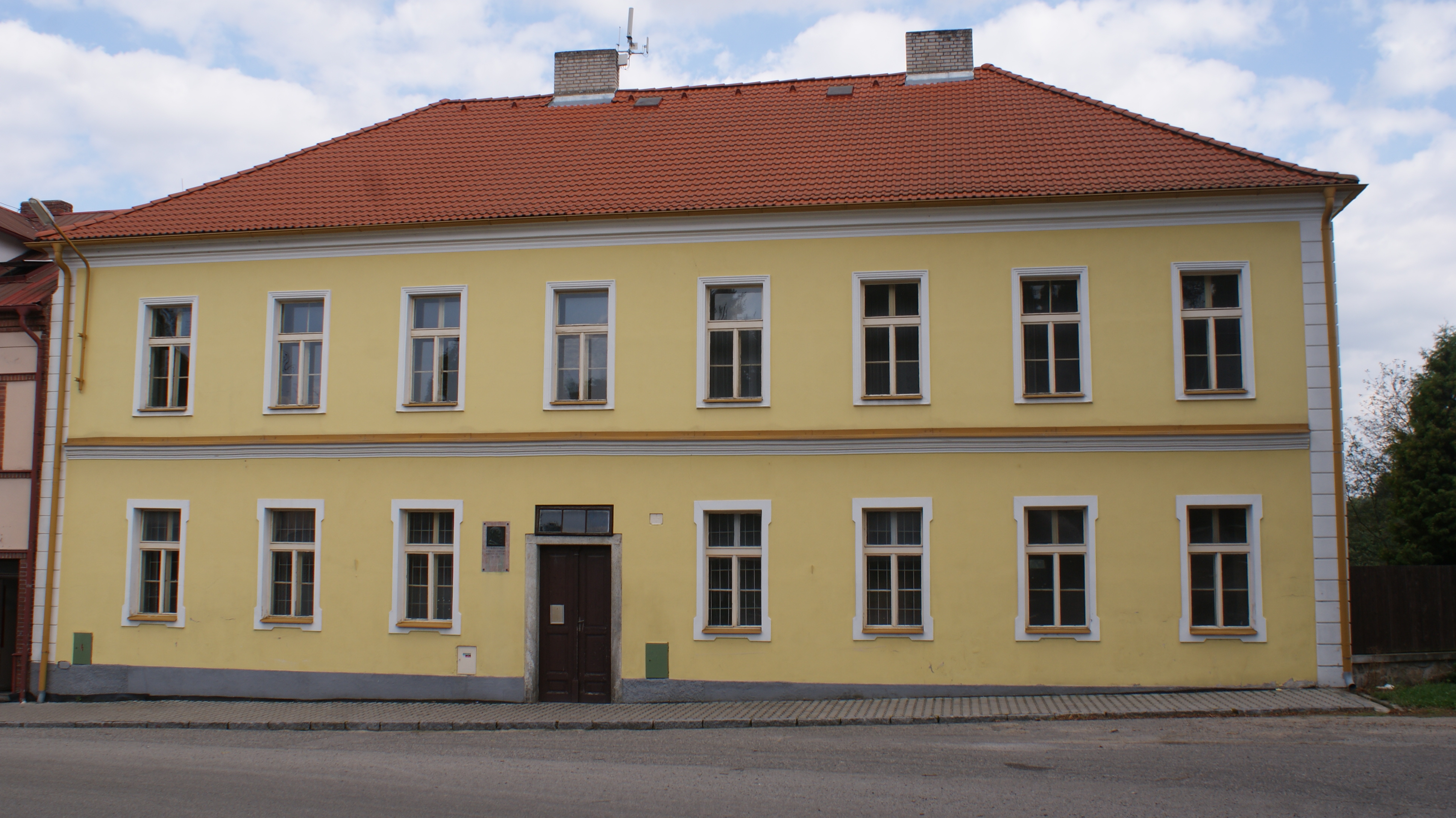
Škola v Postupicích, kam Čech chodil poprvé
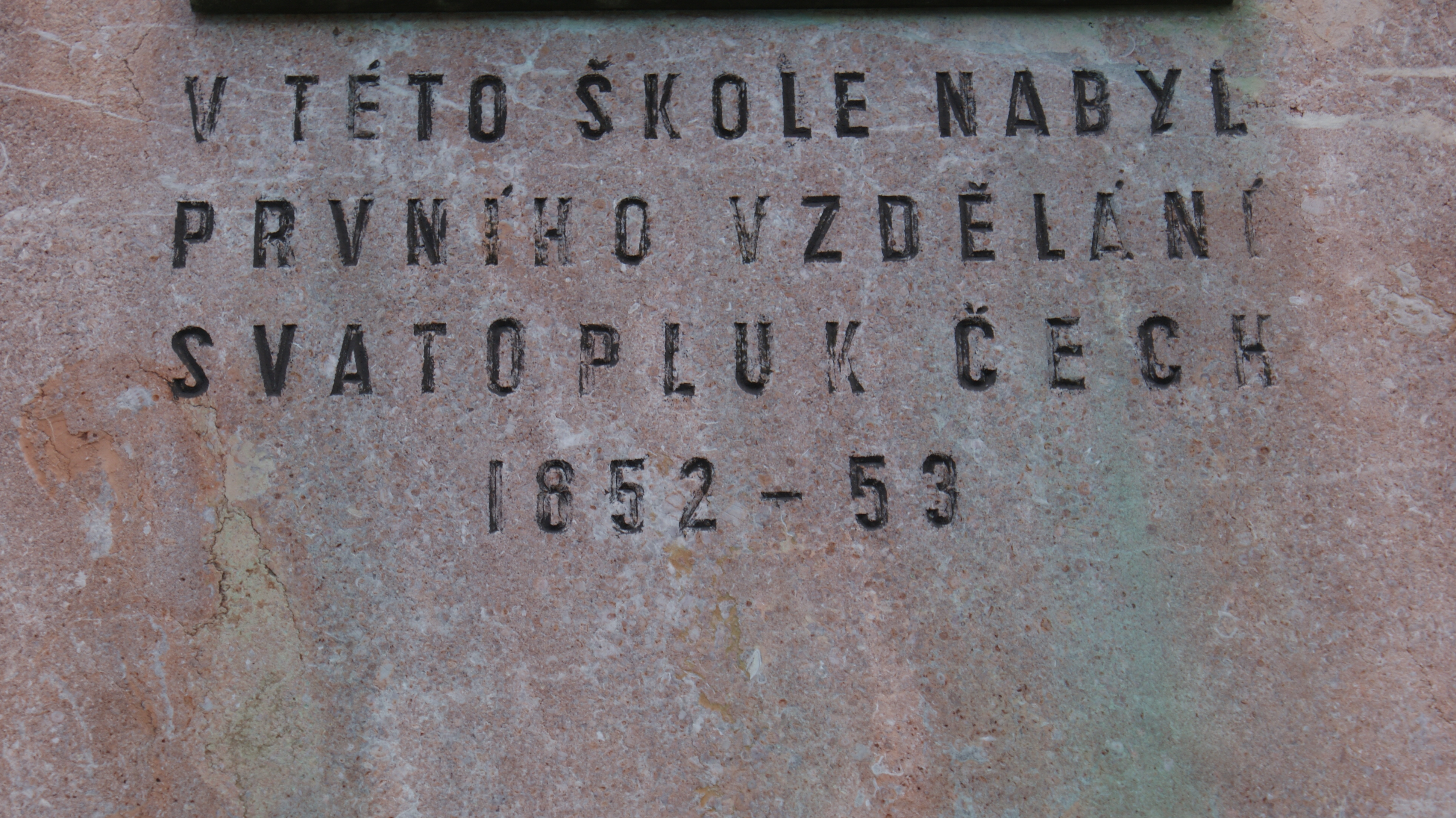
Pamětní deska na základní škole v Postupicích
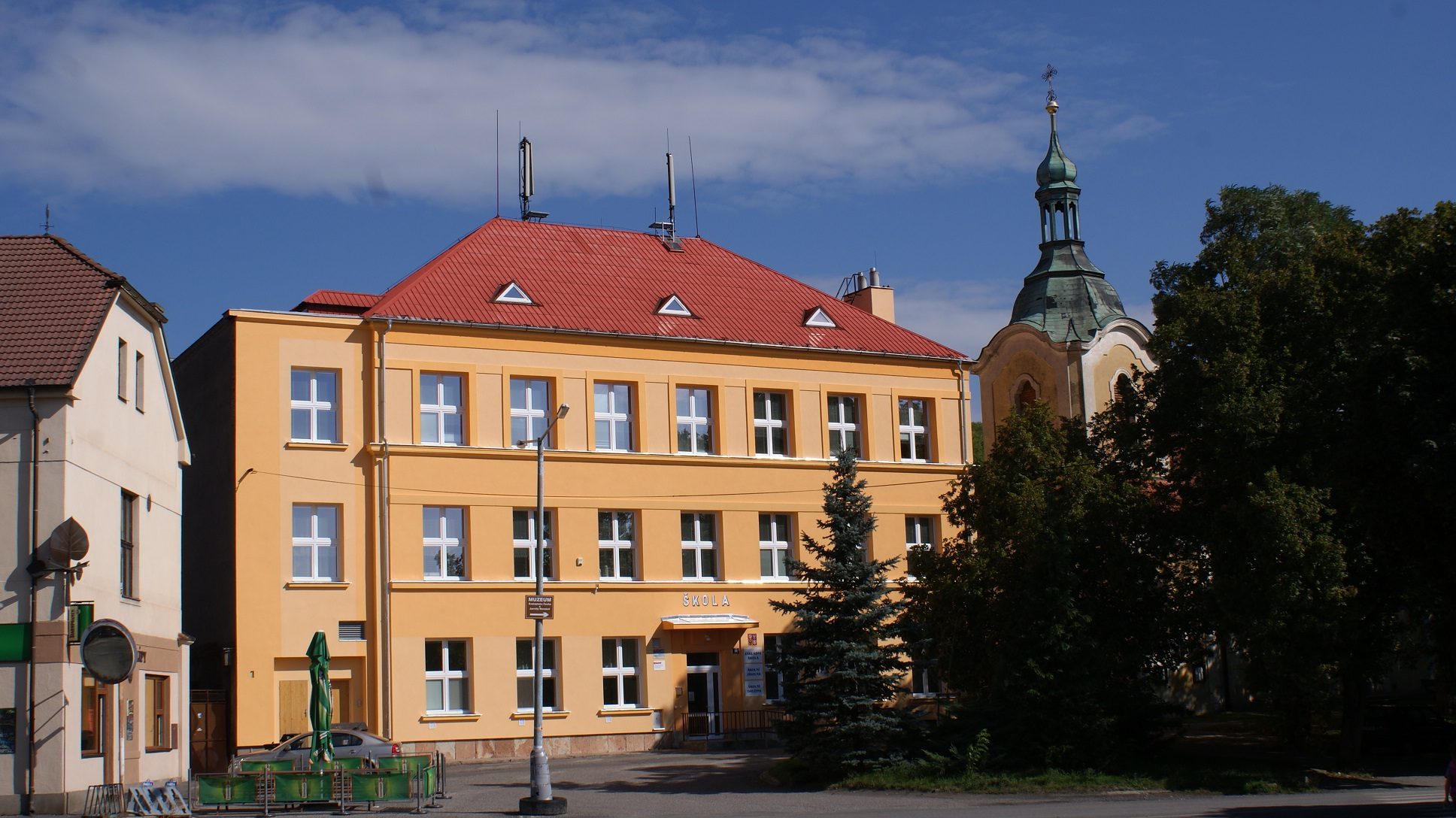
Budova školy v Litni, kterou navštěvoval v době pobytu v Litni (Základní škola Františka Josefa Řezáče)
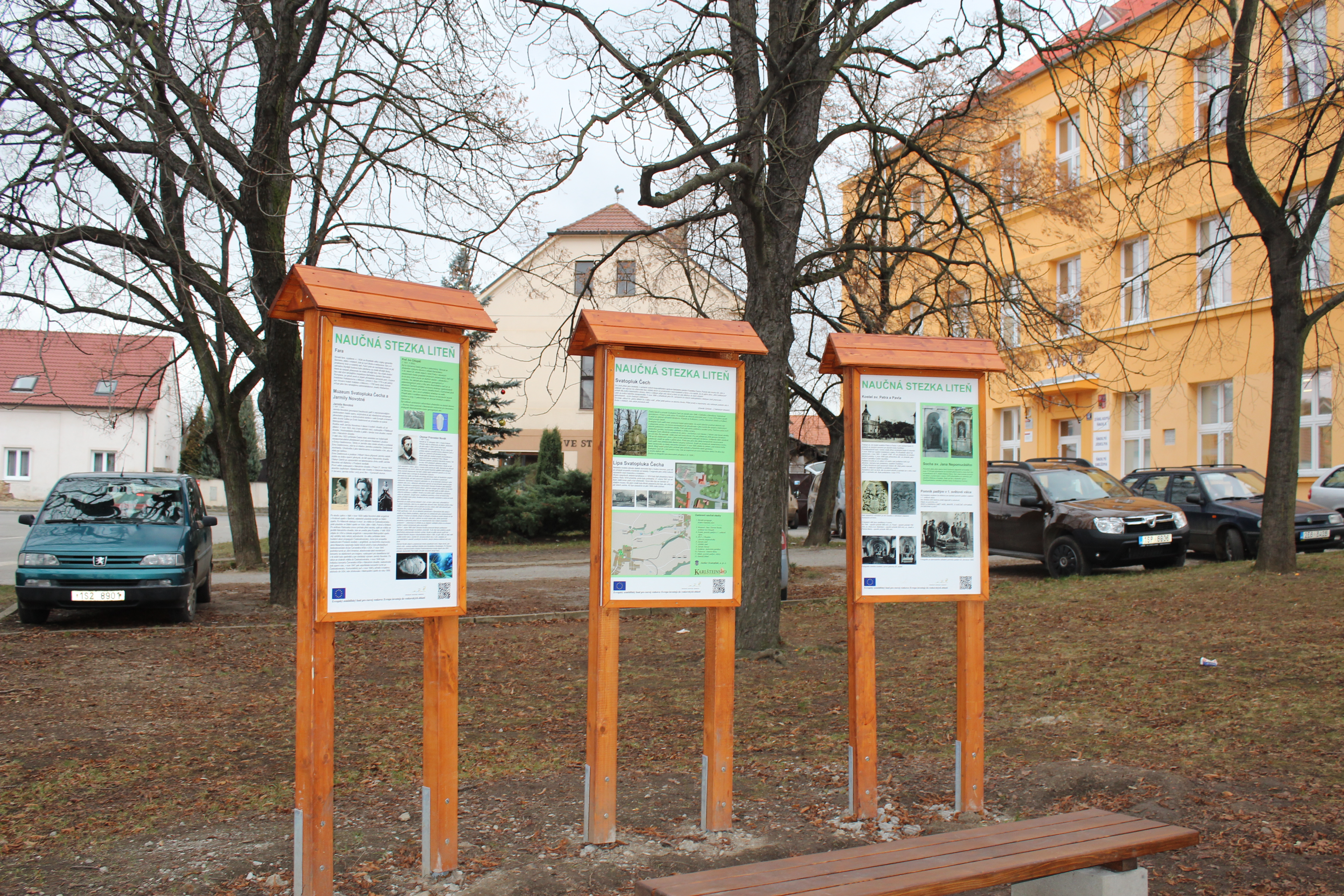
Panely Naučné stezky Liteň u kostela sv. Petra a Pavla a Základní školy F. J. Řezáče a pomníku Svatopluka Čecha
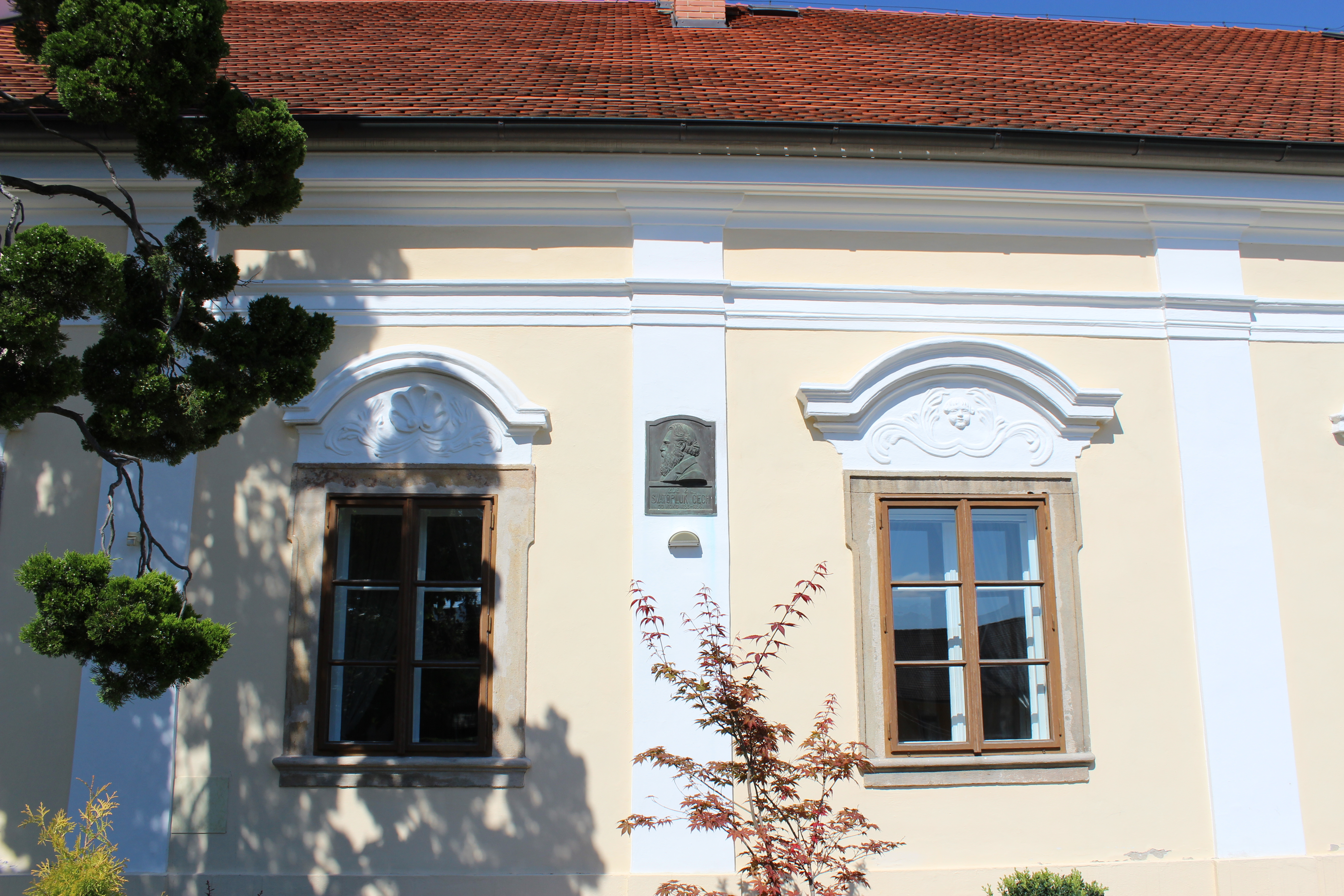
Dům správce panství Liteň nazývaný Čechovna
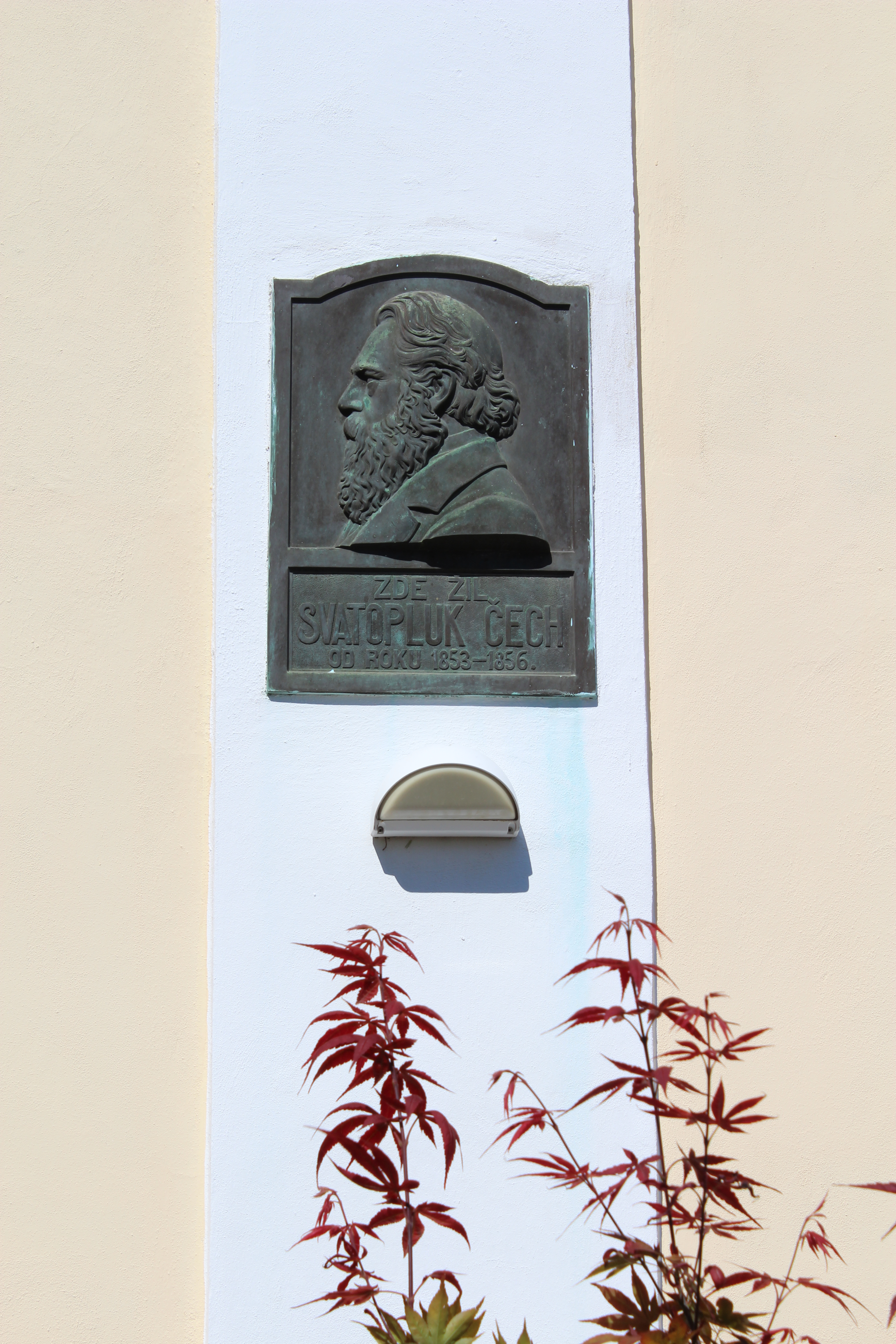
Pamětní deska na Čechovně s nápisem ZDE ŽIL SVATOPLUK ČECH OD 1853–1856
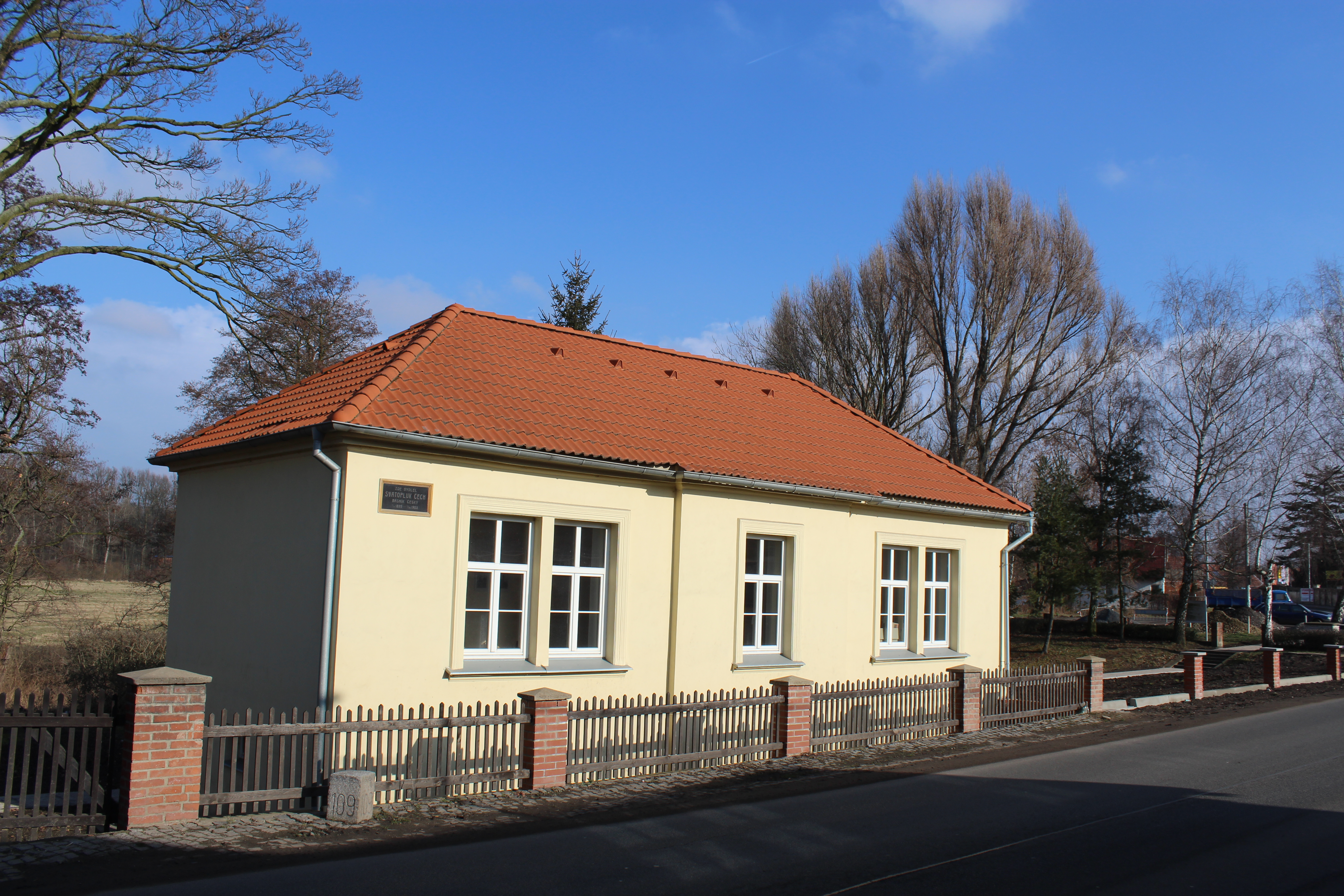
Čechův dům v Obříství na Mělnicku
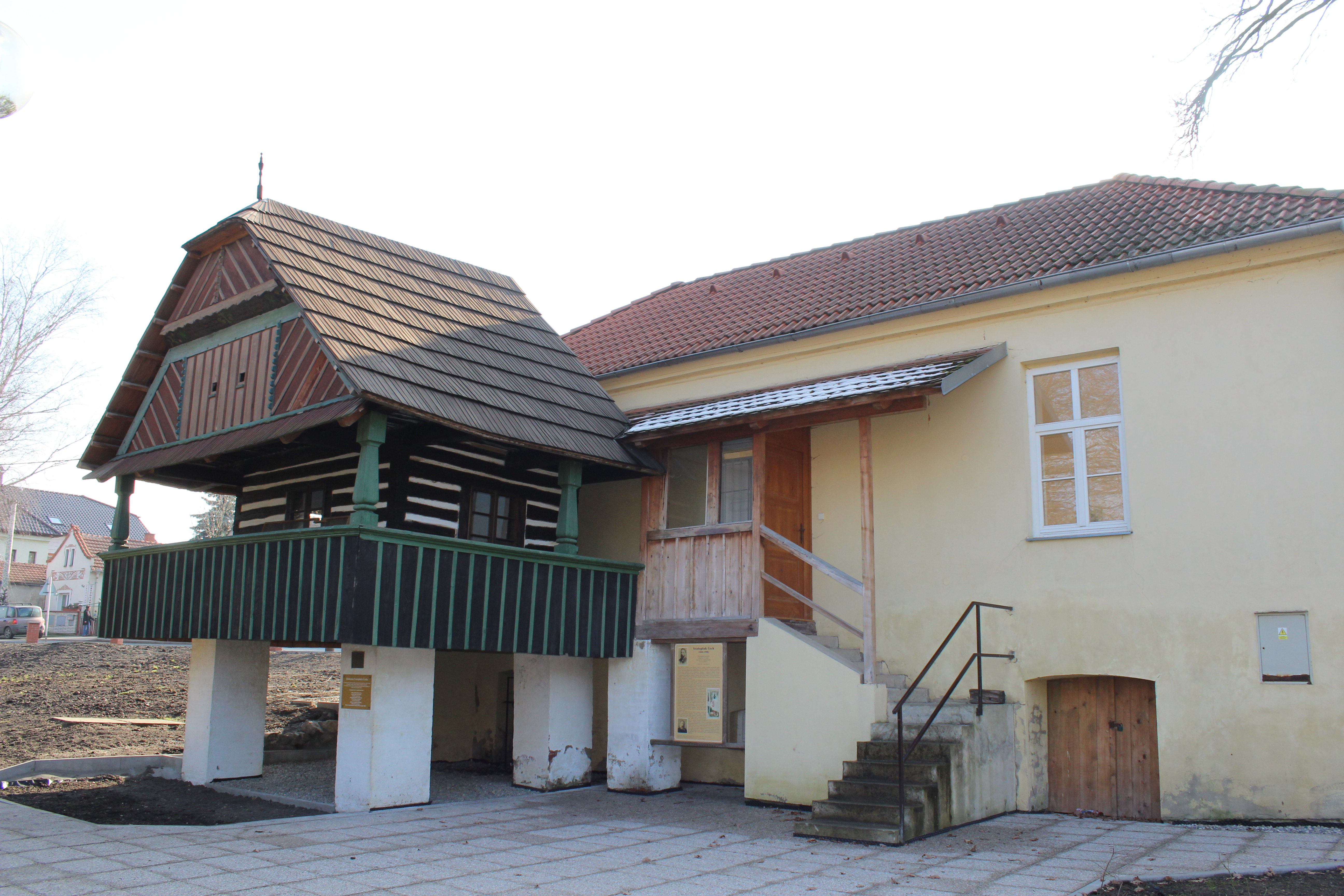
Detail dřevěného domku v Obříství, který Sv. Čech koupil na národopisné výstavě v Praze
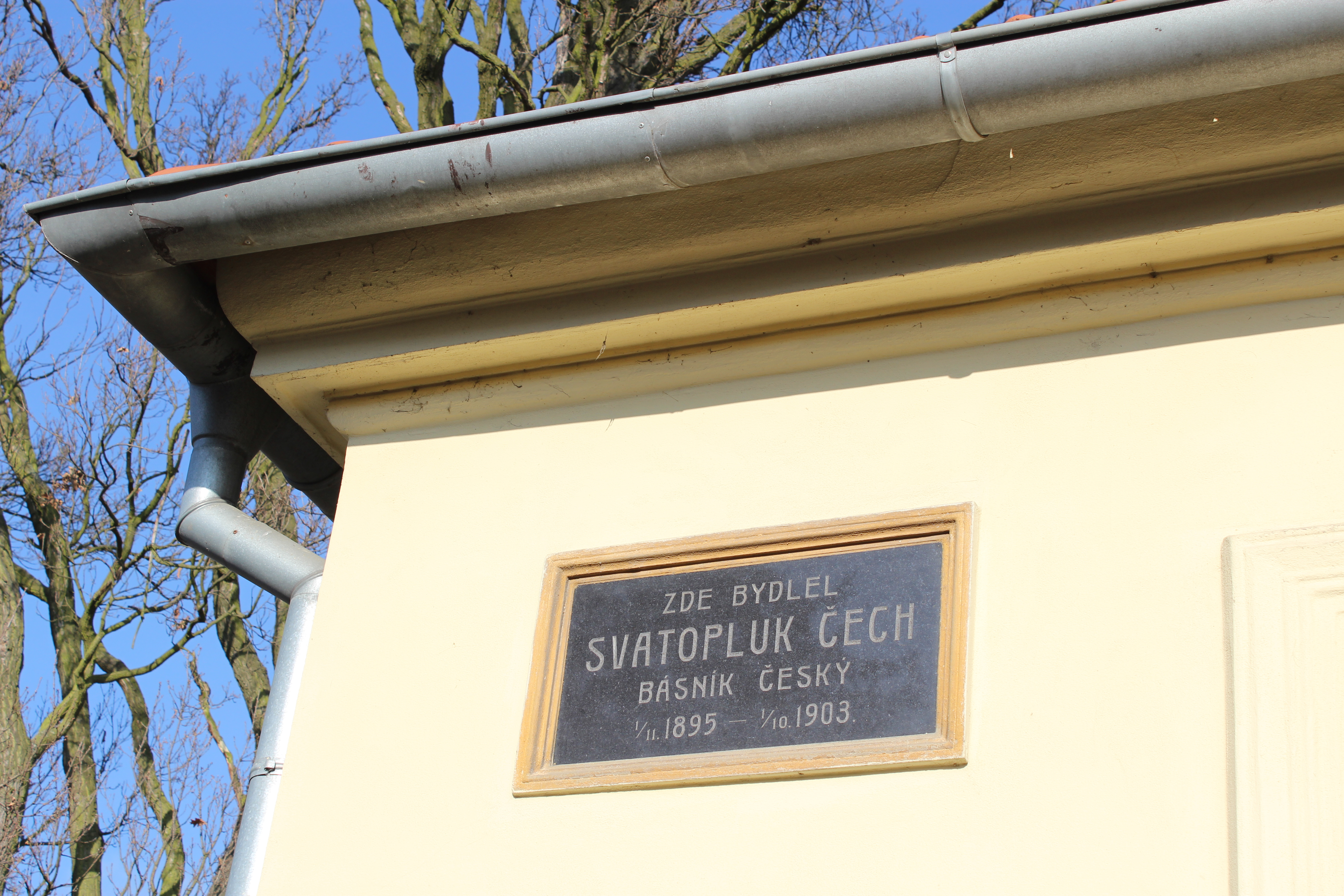
Pamětní deska Svatopluka Čecha na domě v Obříství. ZDE BYDLEL SVATOPLUK ČECH BÁSNÍK ČESKÝ 1/2 1895 - 1/10 1903
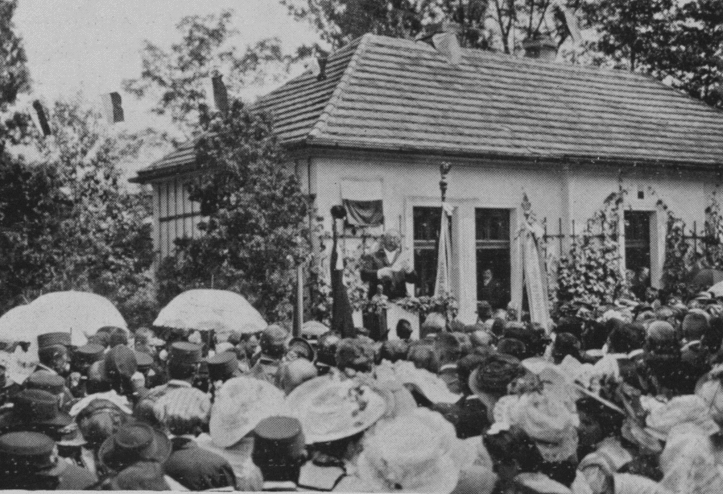
Svatopluk Čech, odhalení desky v Obříství (Zlatá Praha 1910)
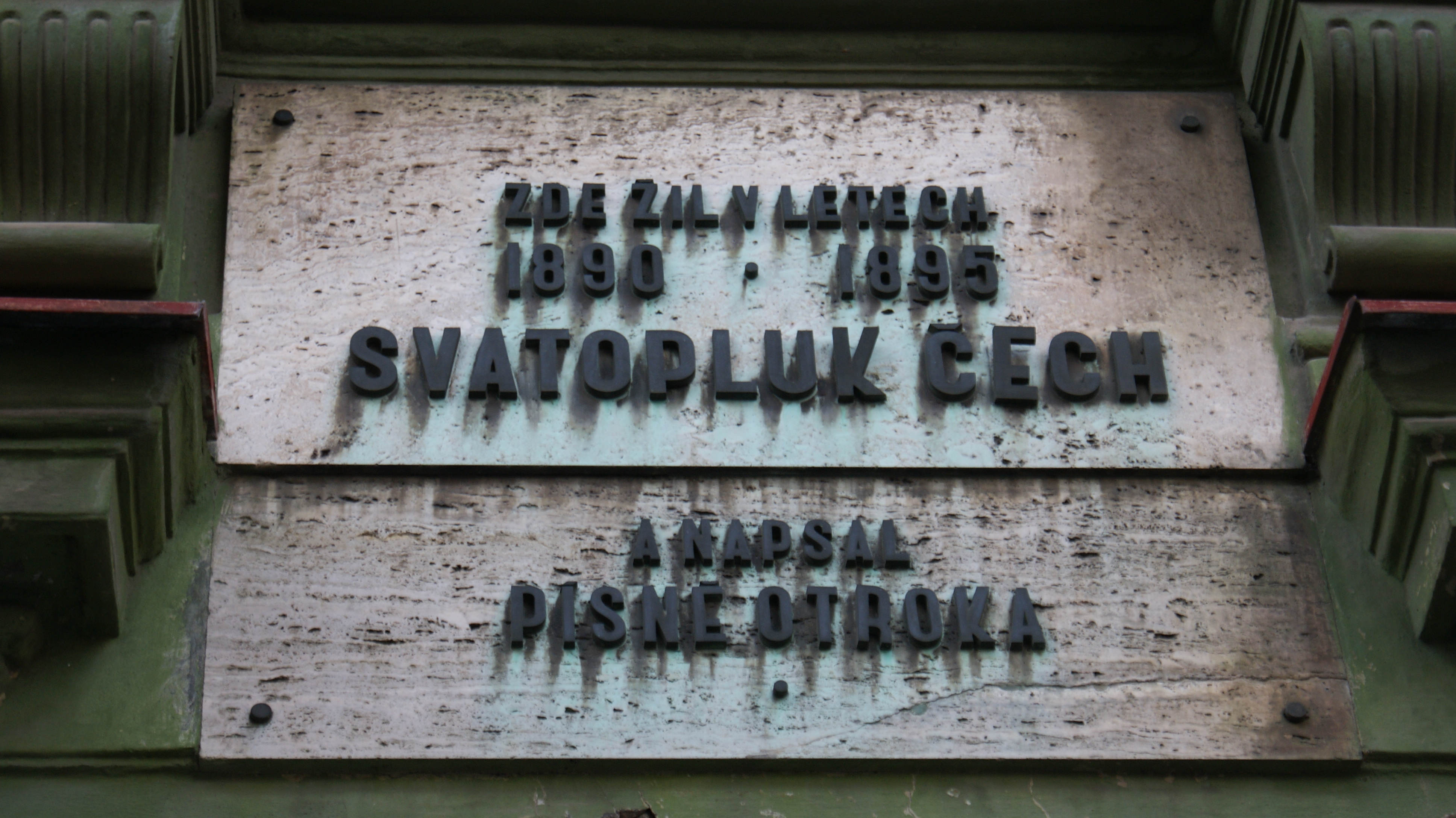
Pamětní deska v Letohradské ulici 557/44 v Praze 7 na Letné "ZDE ŽIL V LETECH 1890-1905 SVATOPLUK ČECH A NAPSAL PÍSNĚ OTROKA"
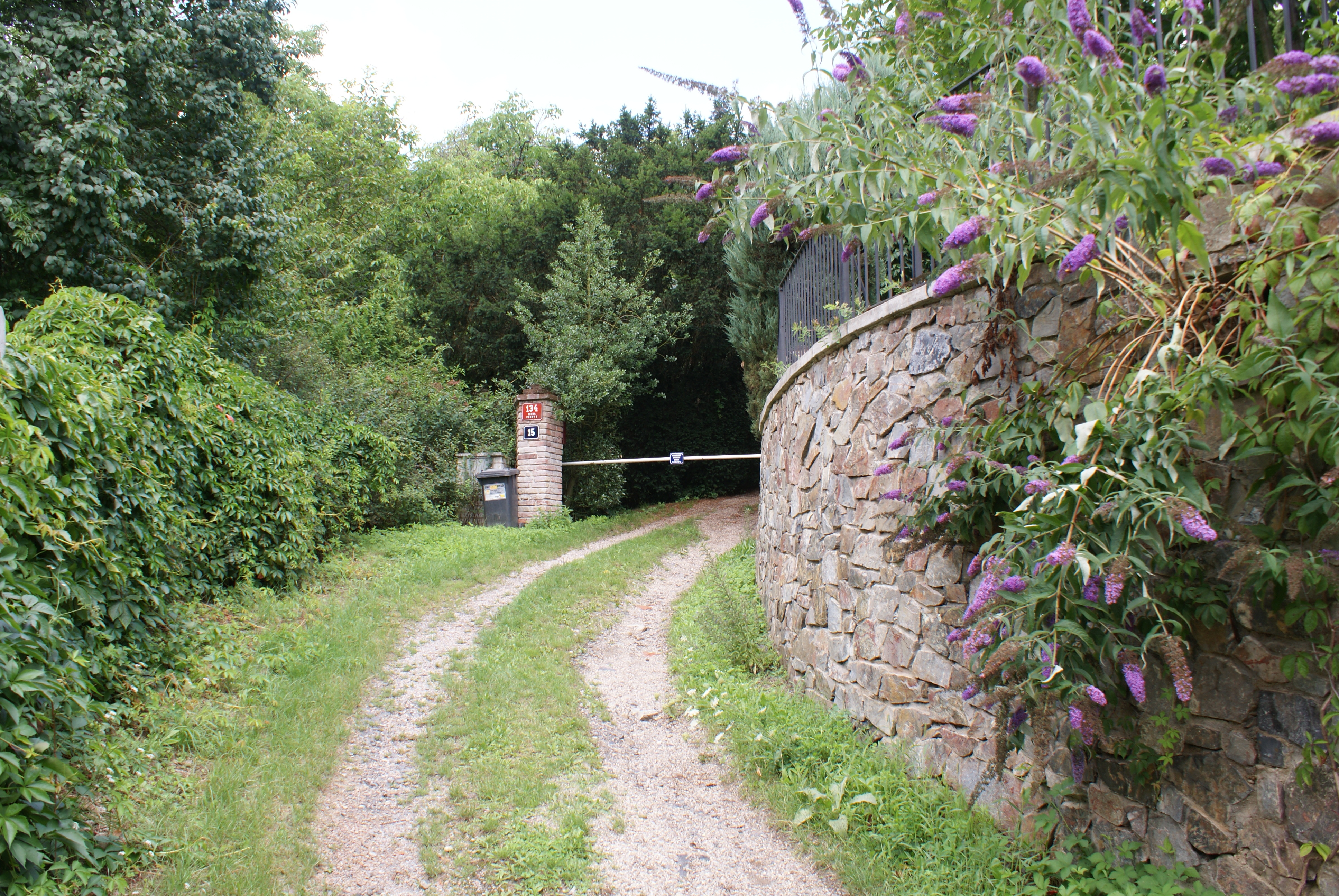
Brána do zahrady u vily Pod Havránkou v Praze Troji.
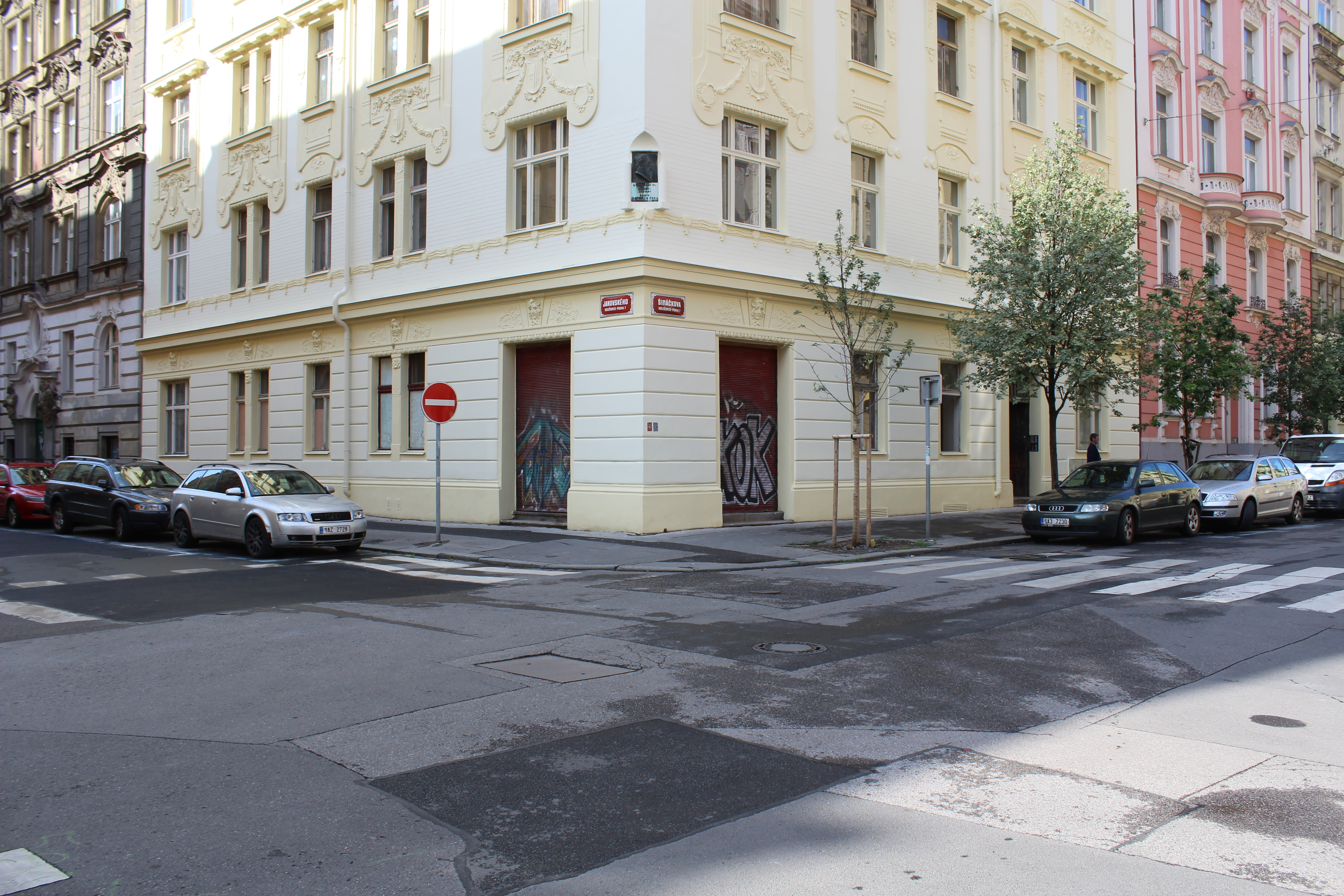
Dům v Šimáčkově ulici 908/17 s pamětní deskou: "V TOMTO DOMĚ ŽIL A 23.II.1908 ZEMŘEL BÁSNÍK SVATOPLUK ČECH

## Sochy a pomníky Svatopluka Čecha

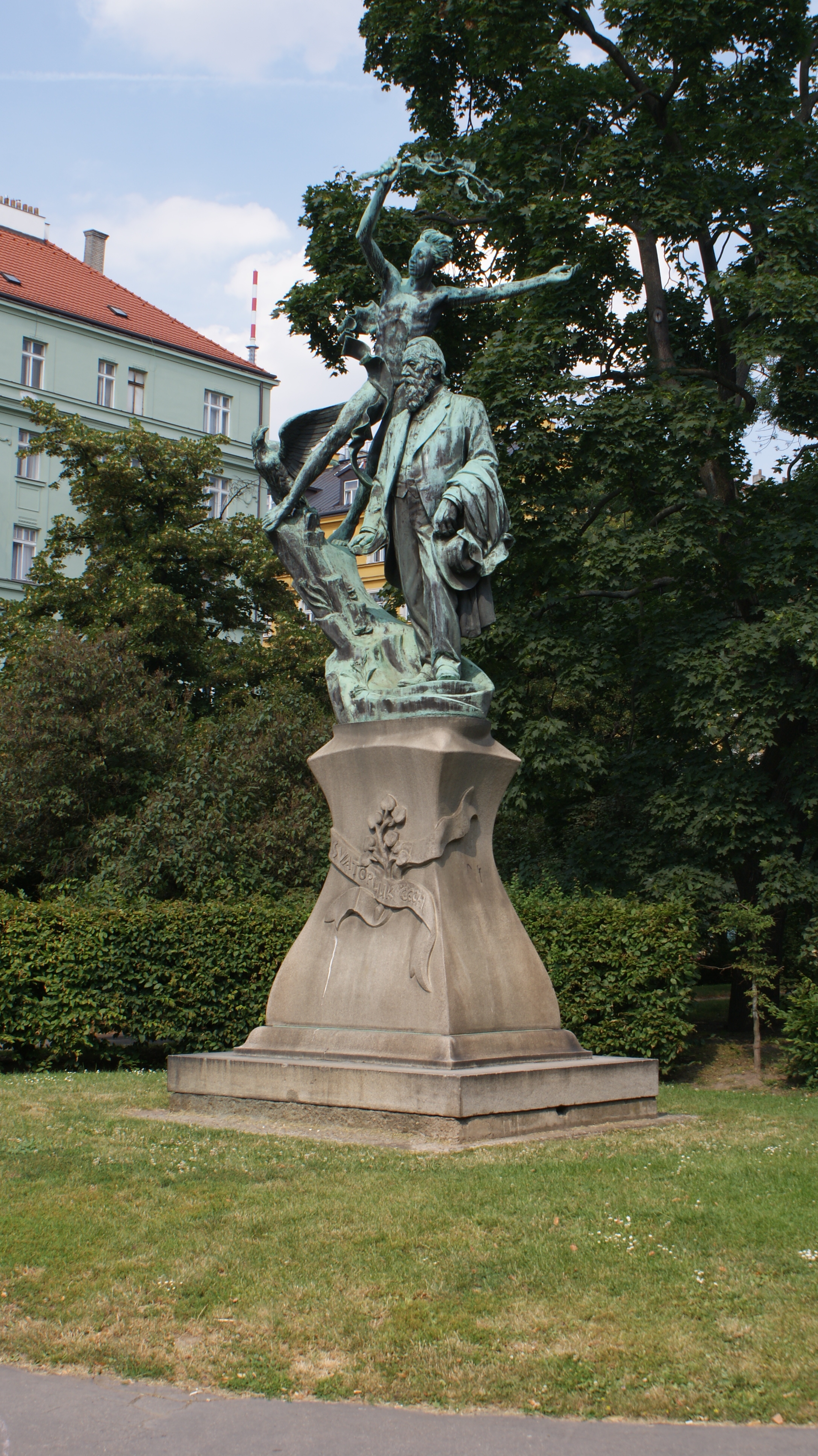
Jan Štursa – Čechův pomník v Čechových sadech (1918-24)
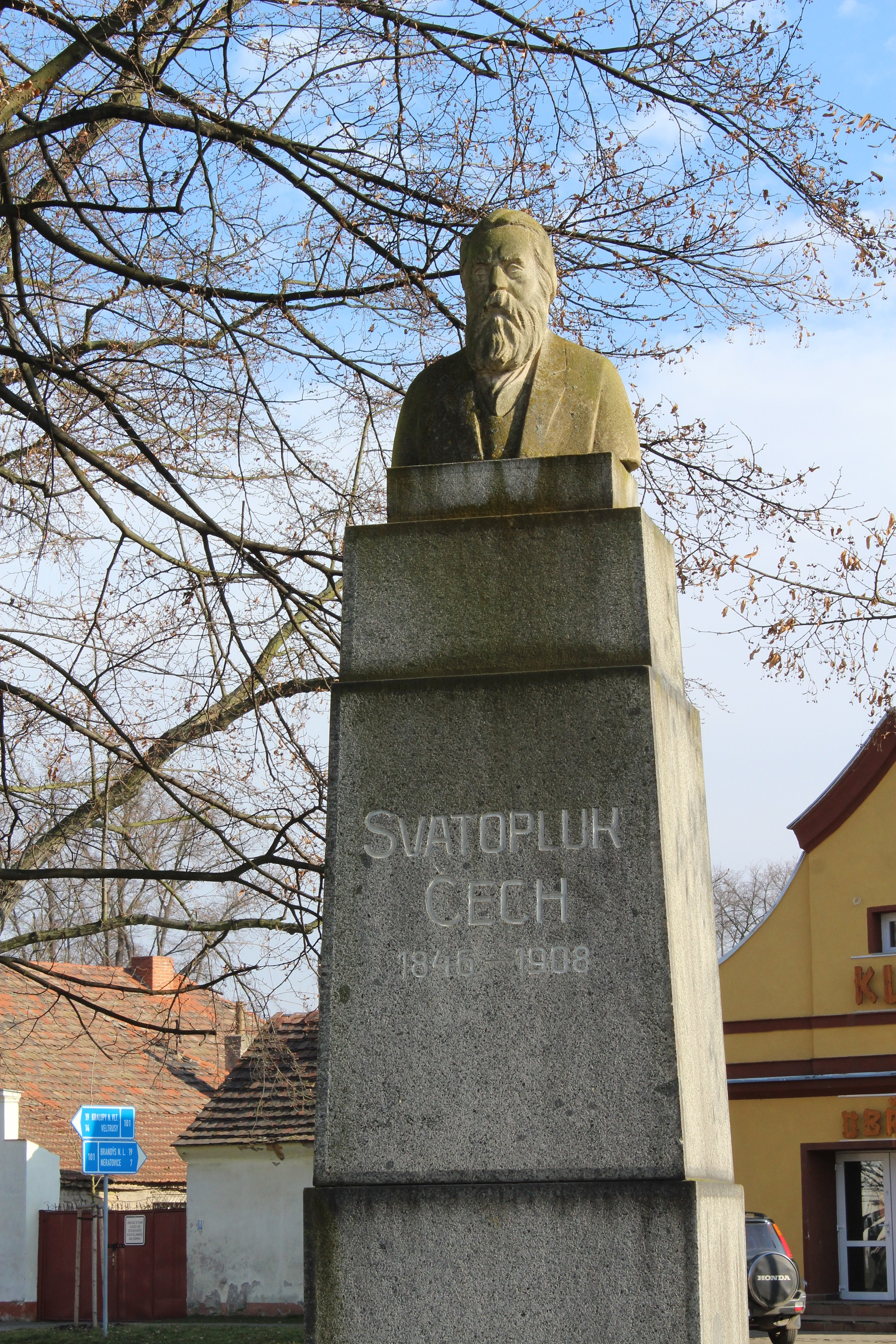
Pomník Svatopluka Čecha v Obříství na návsi
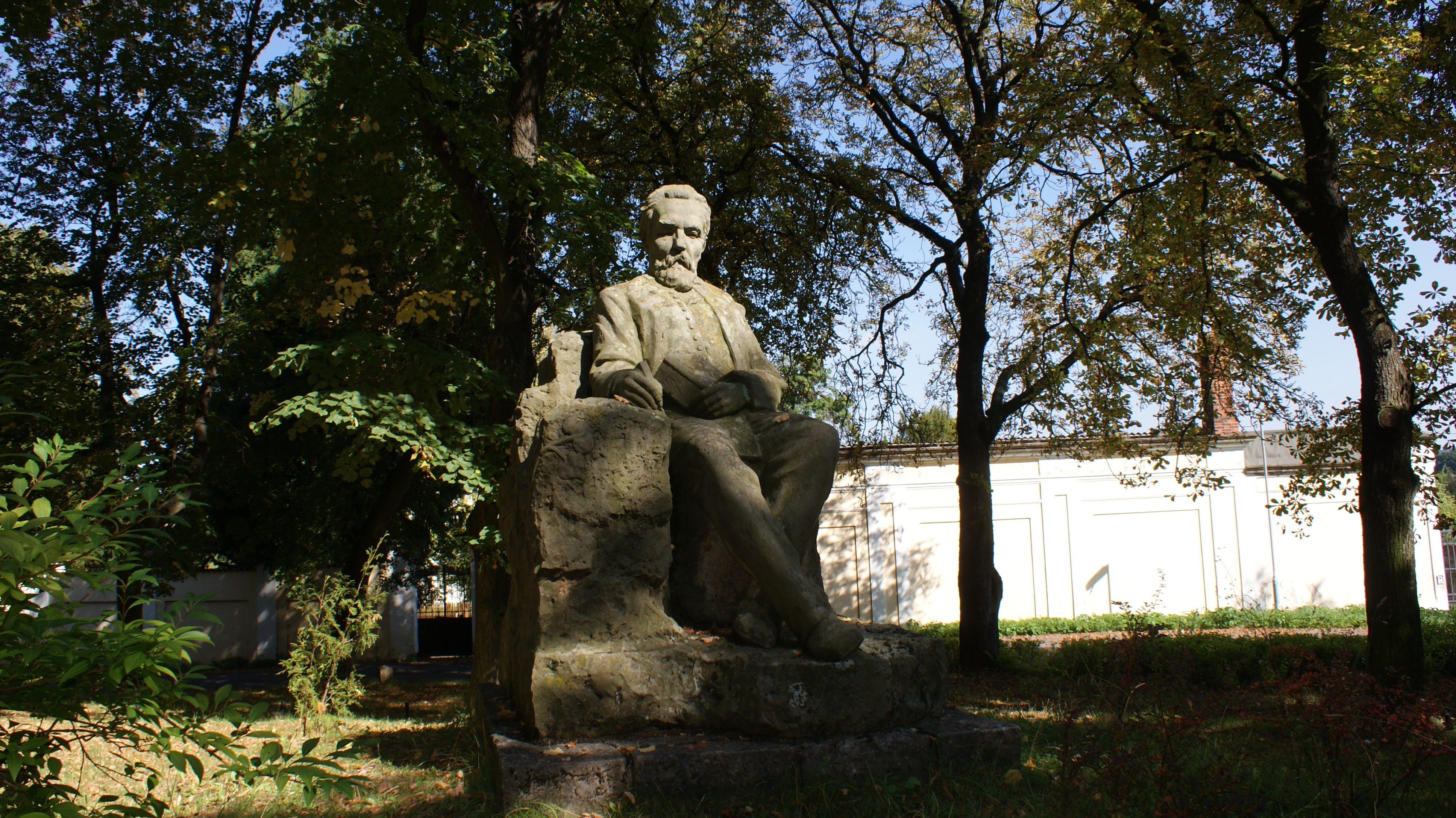
Pomník Svatopluka Čecha v Litni
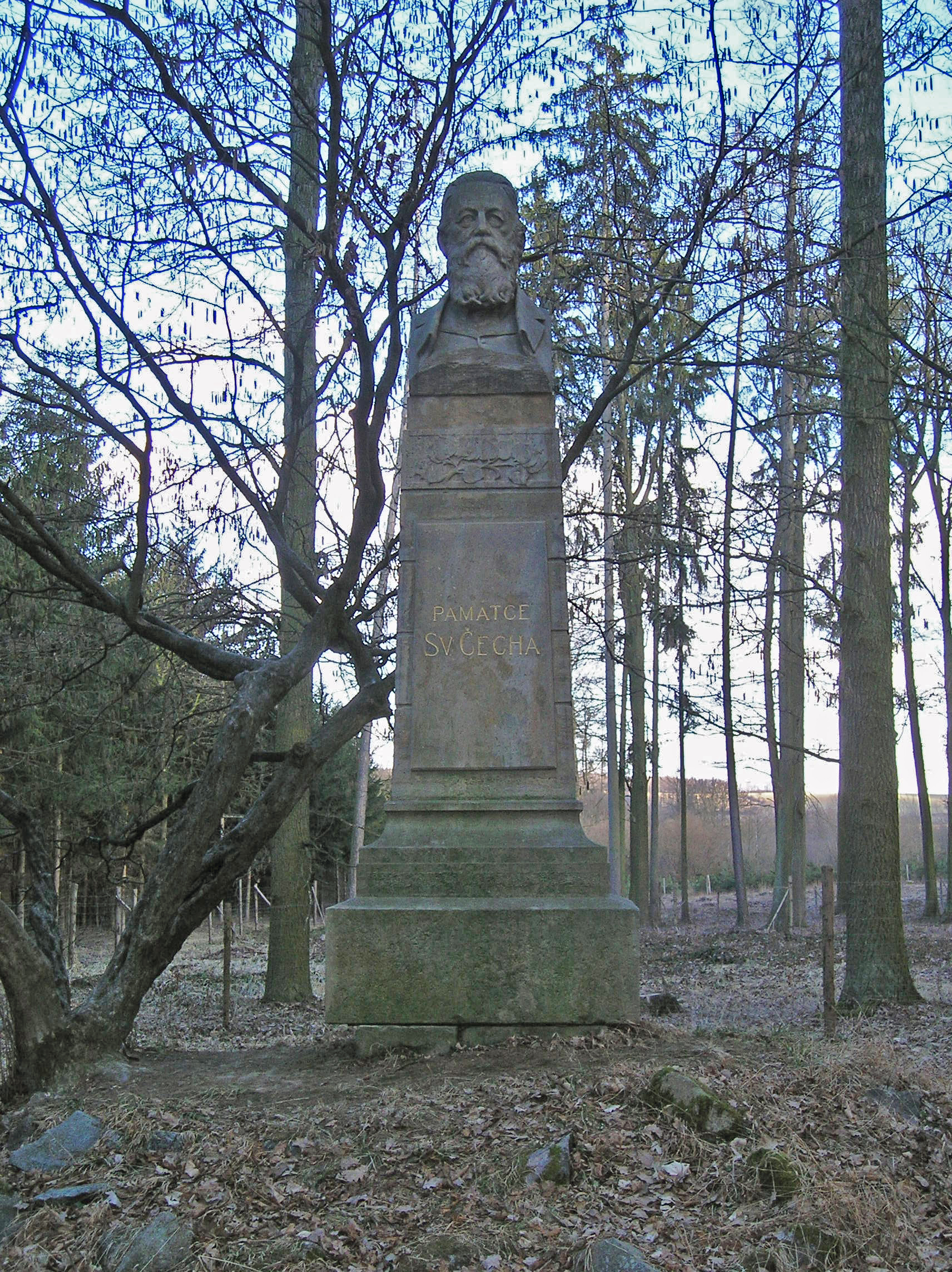
Pomník Svatopluka Čecha Vinice (Vysoké Mýto)
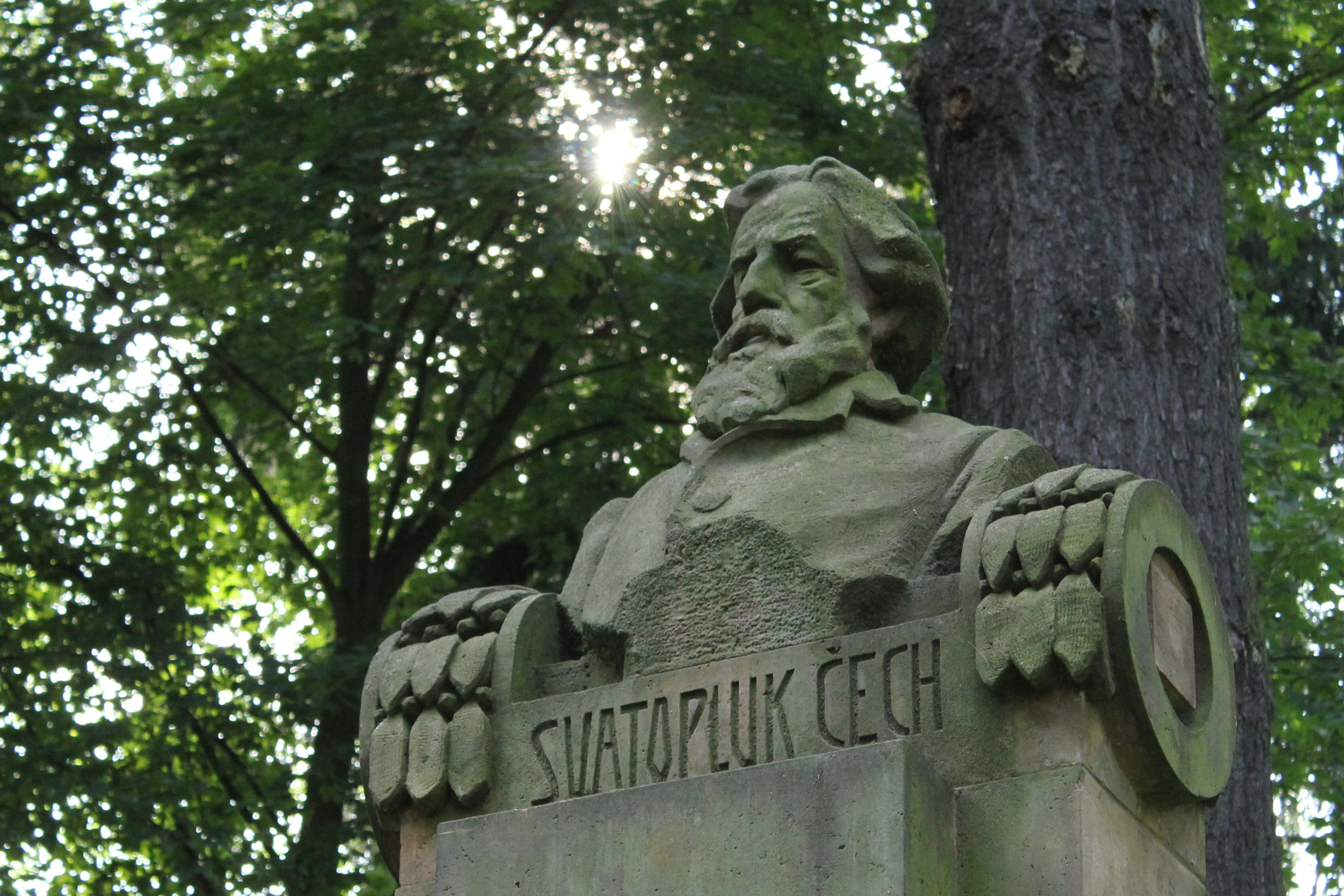
Pomník Svatopluka Čecha v Rovensku pod Troskami
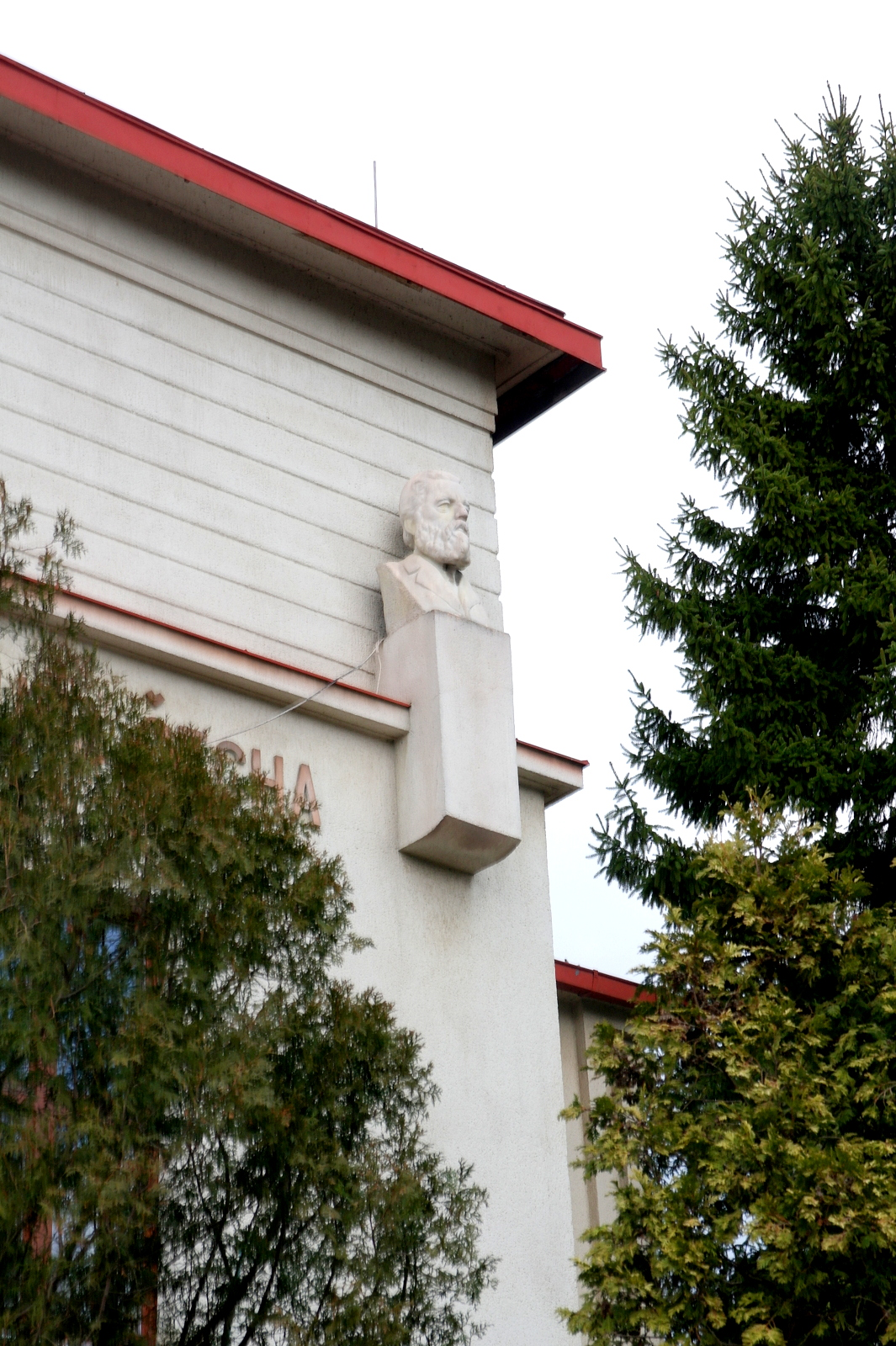
Busta na Škole Svatopluka Čecha, Praha-Troja
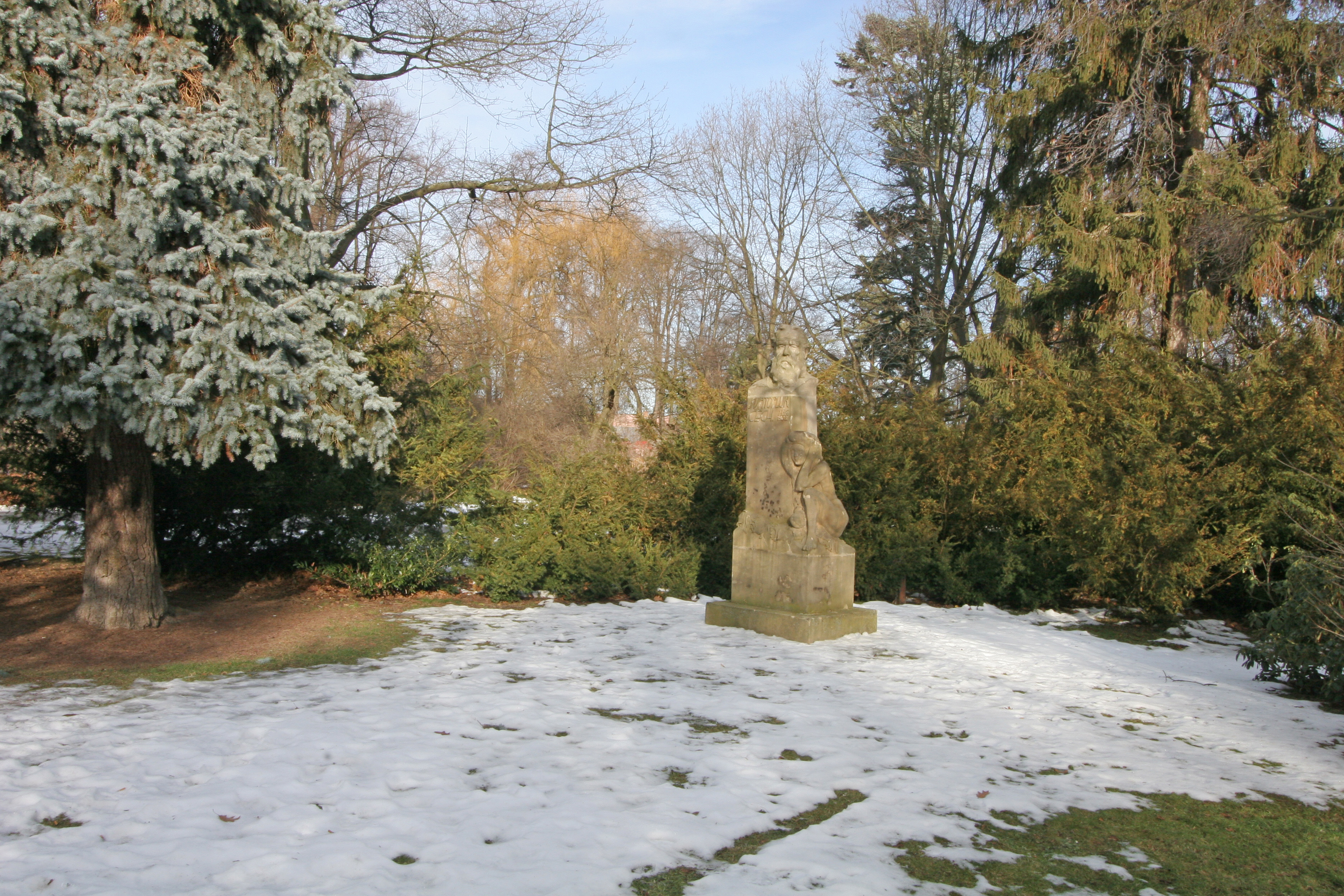
Pomník Svatopluka Čecha v Poličce

## Ulice, náměstí, muzea a školy Svatopluka Čecha

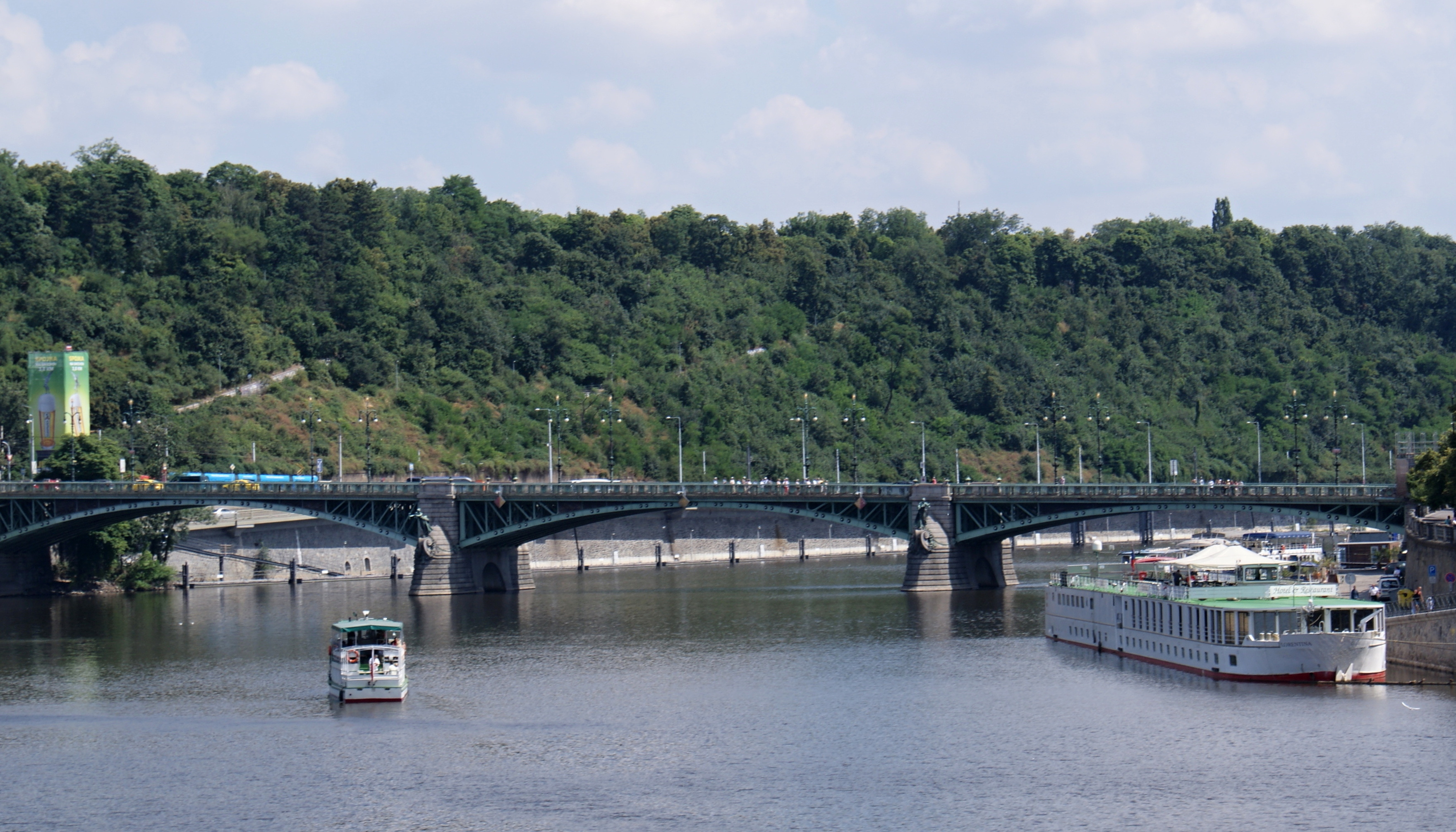
Čechův most v Praze
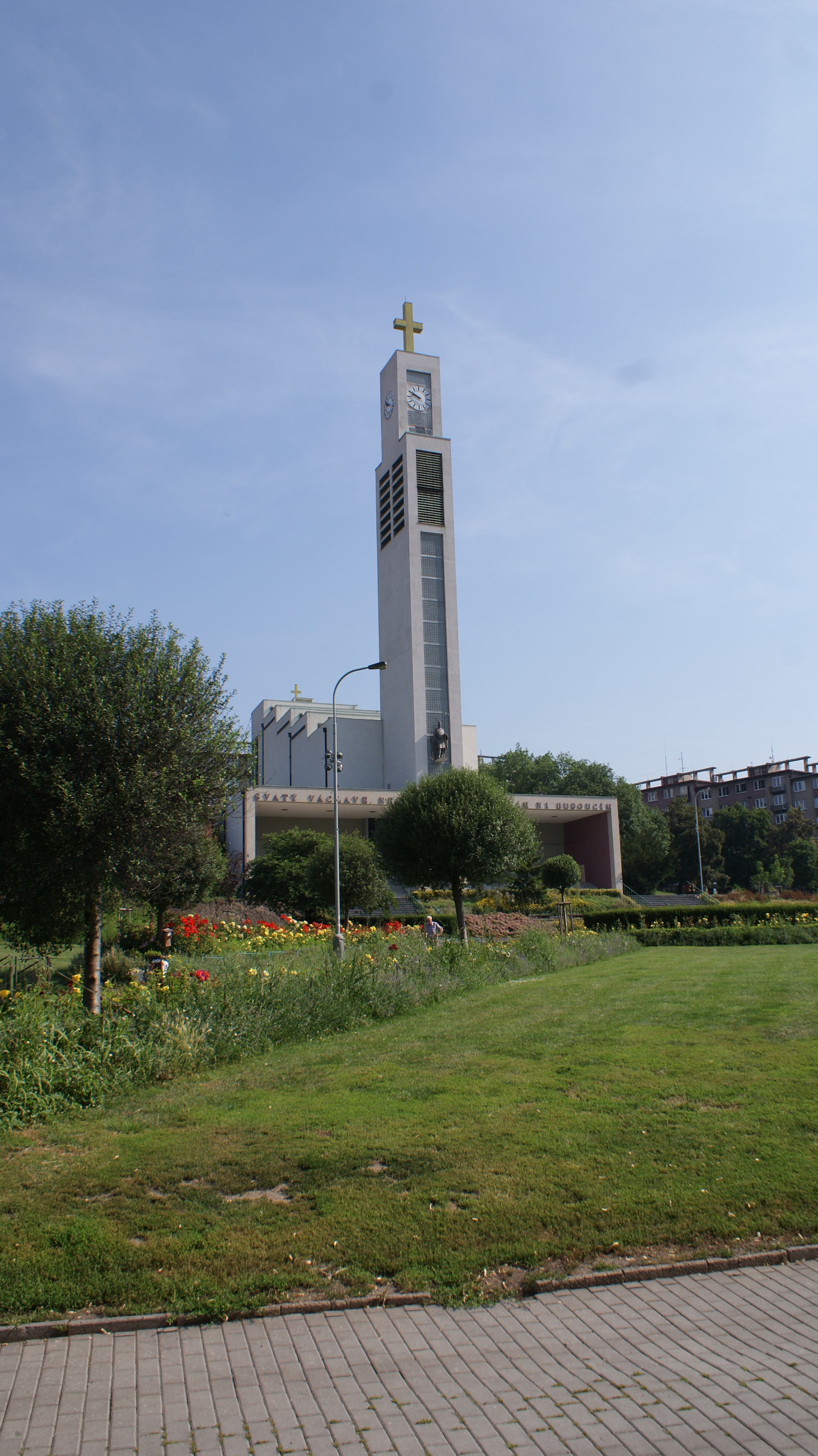
Čechovo náměstí v Praze
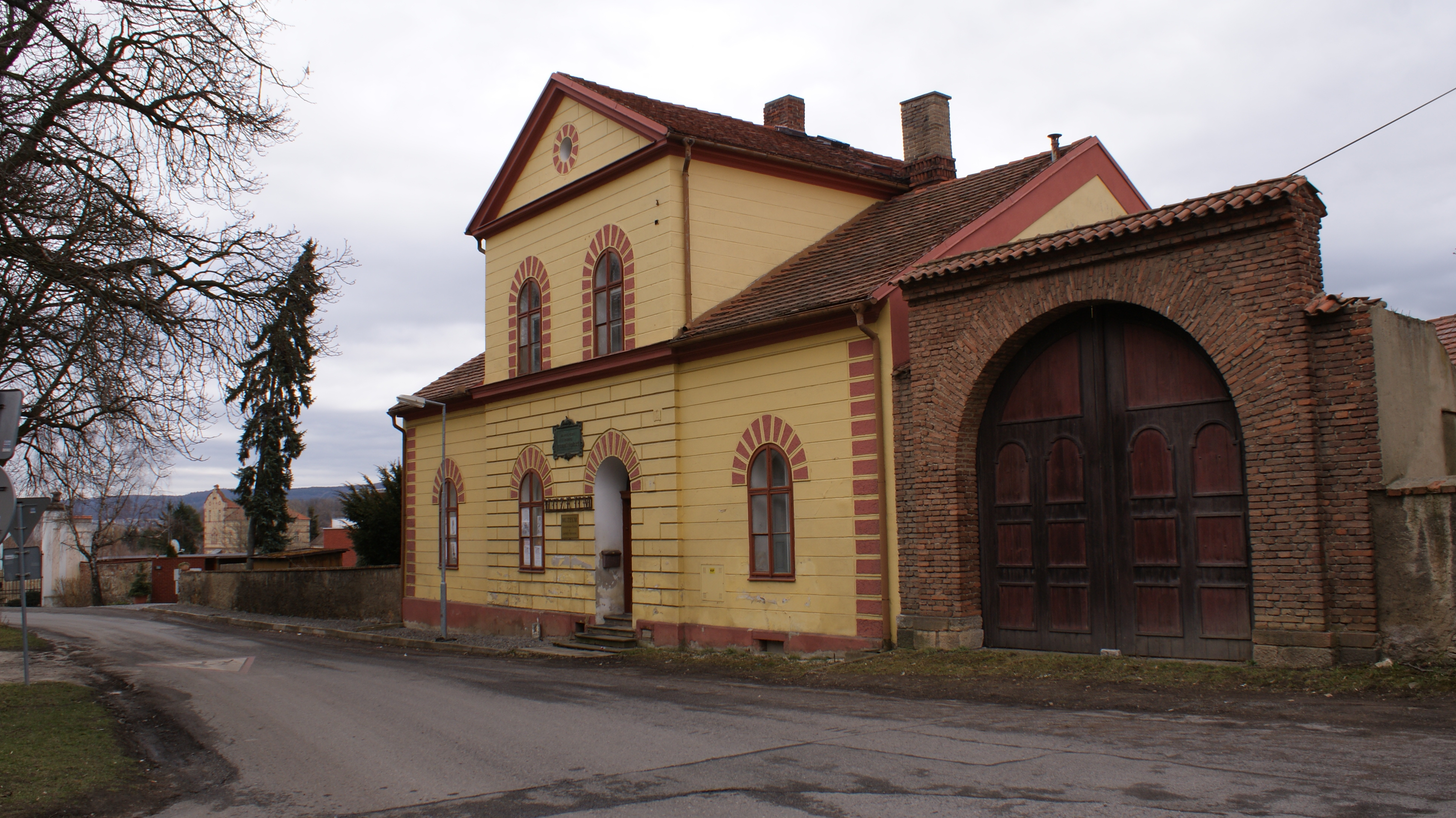
Muzeum v Litni s expozicí Svatopluka Čecha a Jarmily Novotné. Bývalá fara nedaleko slavné lípy u kostela sv. Petra a Pavla
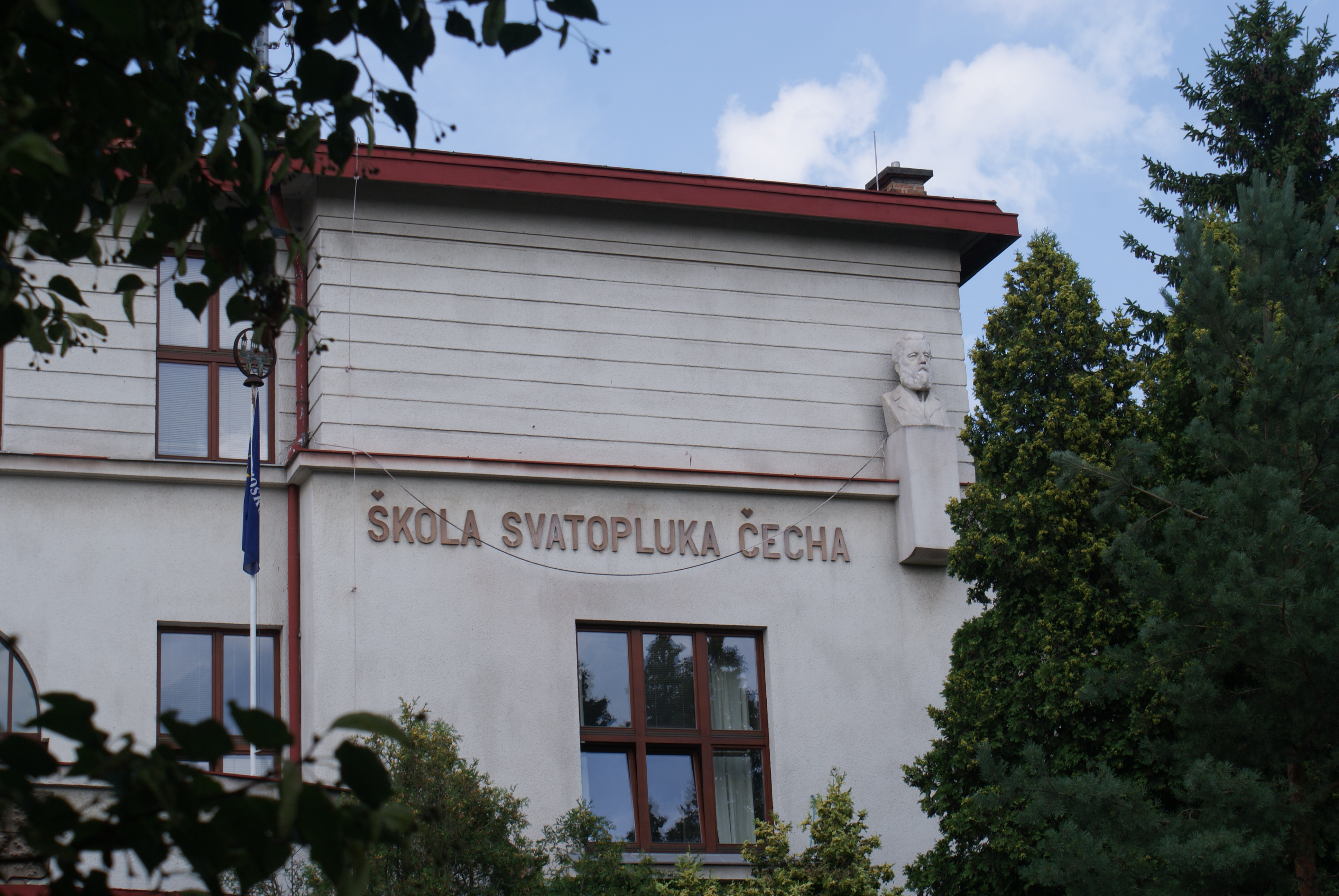
Škola Svatopluka Čecha v pražské Troji nedaleko vily Pod Havránkou
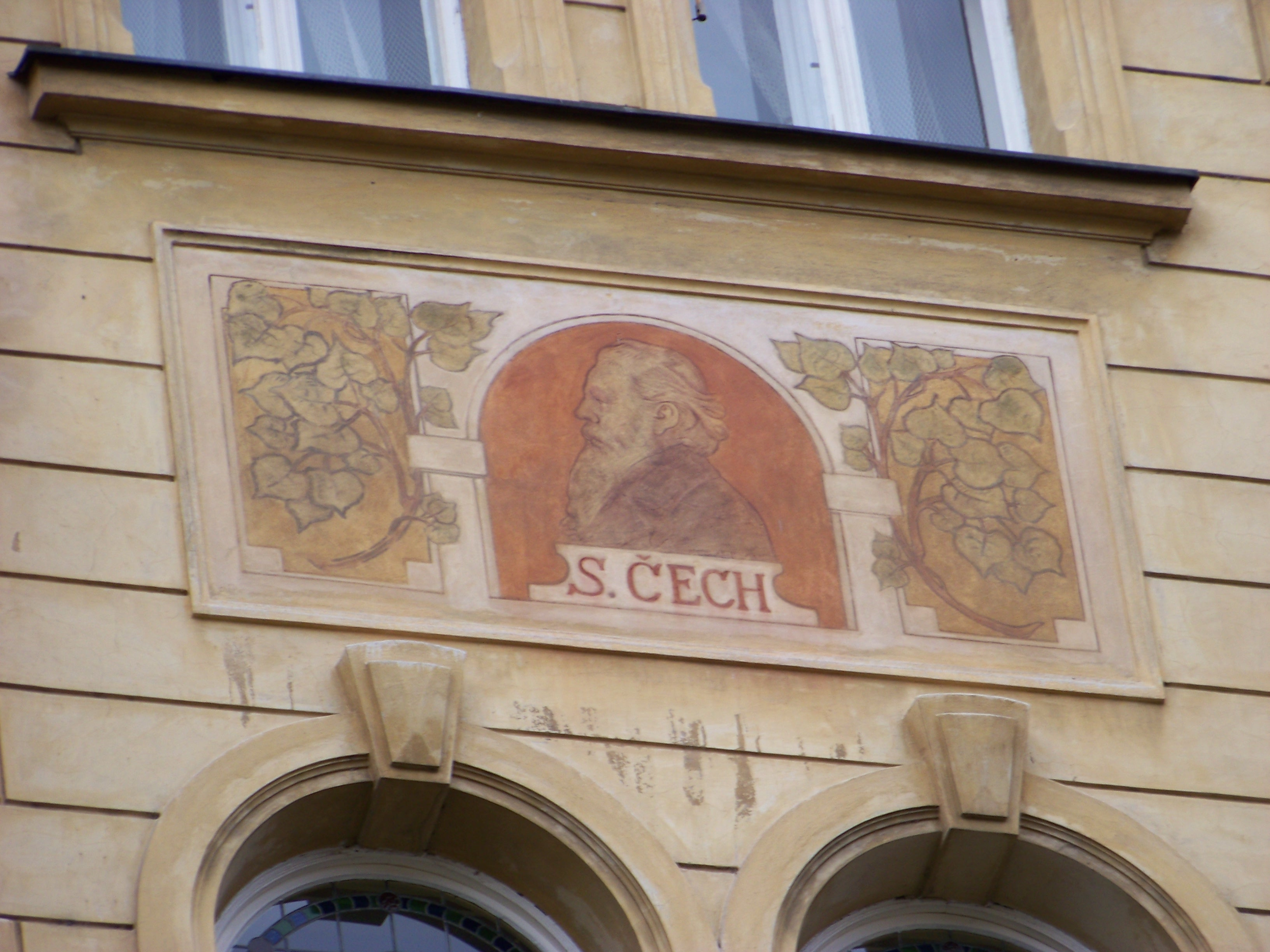
Malba Sv. Čecha v Čechově ulici 5 v Praze-Holešovicích

### Online dostupná díla autora
- ČECH, Svatopluk. Dagmar : Adamité. 2. vyd. Praha: F. Topič, 1907. 325 s. Dostupné online. Digitalizovaný svazek obsahuje díla Dagmar a Adamité.
- ČECH, Svatopluk. Báchorky veršem. 2. vyd. Praha: F. Topič, 1909. 341 s. Dostupné online.
- ČECH, Svatopluk. Čerkes a jiné básně. 5. vyd. Praha: F. Topič, 1896. 83 s. Dostupné online.
- ČECH, Svatopluk. Dagmar : báseň Svatopluka Čecha. Praha: Tiskem a nákladem Františka Šimáčka, 1885. 288 s. Dostupné online.
- ČECH, Svatopluk. Písně otroka. 4. vyd. Praha: F. Topič, 1895. 78 s. Dostupné online.
- ČECH, Svatopluk. Poslední verše. Praha: F. Topič, 1910. 216 s. Dostupné online.
- ČECH, Svatopluk. Povídky, arabesky a humoresky. Praha: J. Otto, 1880. 230 s. Dostupné online.
- ČECH, Svatopluk. Roháč na Sioně a jiné zlomky. Praha: F. Topič, 1908. 398 s. Dostupné online.
- ČECH, Svatopluk. Tři cykly básní a Sníh. Praha: F. Topič, 1904. 315 s. Dostupné online.
- ČECH, Svatopluk. Václav Živsa. Slavie. 2. vyd. Praha: F. Topič, 1910. 296 s. Dostupné online.
- ČECH, Svatopluk. Ve stínu lípy. 9. vyd. Praha: F. Topič, 1906. 81 s. Dostupné online.
- ČECH, Svatopluk. Hanuman. 5. vyd. Praha: F. Topič, 1916. Dostupné online.